# Istorija medicine
Istorija medicine je društvena i humanistička oblast istorije kao nauke i medicine, koja se bavi proučavanjem razvoja „umetnosti-veštine lečenja“ ili medicine u prošlosti. Istorija je dobila ime po grč. ιστορια - historia reči što znači znanje stečeno raspitivanjem i slušanjem. Izučavanje istorije kasnije se proširilo na upoznavanje i proučavanje događaja u mnogim ljudskim zbivanjima i naučnim oblastima iz prošlosti, pa je tako nastala i potreba za izučavanjem istorije medicine o čemu najbolje govori ovaj citat; ...„Nakon otkrivanja događaja iz medicinske prošlosti studentima medicine neće biti teško da izraze istu kritičnost i kreativnost u vrednovanju savremenih medicinskih ideja i postupaka pri rešavanju aktuelnih i budućih medicinskih problema, a to je krajnji cilj izučavanja istorije medicine“... Osoba koja istražuje istoriju humane-ljudske medicine naziva se istoričar medicine.

## Začeci medicine
Pokušavajući da damo odgovor na pitanje: kada se medicina začela?...i kada se razvila u naučnu disciplinu?, nailazimo na brojna tumačenja i stavove istoričara medicine, od kojih neke navodimo u nastavku teksta, dajući mogućnost čitaocu da i sam donese sud i izvrši procenu;
Jedan od poznatijih istoričara medicine Pol Kardeno (Paul Cardeno) koji je poginuo u toku Drugog svetskog rata (1944), pred smrt je u jednom od poslednjih pisama napisao i sledeće:
Nas su učili da istorija medicine počinje sa starim Grcima, i da su u Grčkoj začeci medicine i svekolike medicinske misli. Kako se naša saznanja menjaju, sada znam da su se varali. Ne samo medicina nego i medicinska misao postojala je nekoliko hiljada godina pre nego što su se pojavili prvi grčki lekari. Uprkos nepouzdanosti predanja, prastara shvatanja medicinske istorije postala su nam pristupačna. Ako mi bude suđeno da preživim ovaj rat, podrediću svoj život tim svetovima...
O davno stečenom saznanju o nastanku medicine govori često i poznati srpski istoričar medicine dr Vladimir Stanojević, u svojim radovima:
... da je bolest starija od života, a lečenje jedno od najstarijih čovekovih zanimanja...medicina kao svesna terapijska i profilaktička aktivnost seže u daleku prošlost...da medicina kao nauka postoji od začetka ljudske svesti i medicinske misli, i da njeno proučavanje počinje sa prvim tragovima praistorije i pojave čovekovog pretka...
Srpski istoričara J. Maksimović, pokušavajući da nađe odgovor na pitanje od kada postoji medicina?, napisao je:
...da se odgovor može potražiti u davnoj prošlosti, tačnije u osvitu ljudske civilizacije...
Saznanje da je bolest nastala sa pojavom života na zemlji; upućuje brojne istoričare medicine da usmere pažnju na opštu istoriju, i prve tragove u njoj imajući u vidu reči Cicerona
...da je istorija hronika nekog vremena...“ ...i da je... „to ono istorijsko razdoblje koje počinje kada se čovek javlja kao biološko biće i traje do pojave prvih pisanih spomenika.“...„To počinje sa Praistorijom, kao najstarijom društvenom formacijom u kojoj je u trenutku opšte evolucije izvršen proces biološkog i društvenog očovečenja i izdvajanja čoveka kao posebnog biološkog bića.“

## Razvojne faze medicine
| Razvojne faze       | Karakteristike razvojne faze |
| ------------------- | --- |
| Nagonska            | - Nagon je nadgradnja koja se javlja kod potomaka pračoveka "Homo sapiensa", - Nagon u pračoveku uvećava stečena iskustva i obogaćuje njegova saznaje novim pojmovima, umnim napretkom i reagovanjem na njih. - Prva vidljiva znanja o bolesti i lečenju, stečena nagonom i iskustvom, imala su pre svega preventivno-kurativno obeležje. - Borba protiv raznih bolesti i povreda, smrti u pračoveku će prvi put razviti osnovni "nagon samoodržanja". - Pračovek stiče i unutrašnje saznanje o korišćenju raznog bilja za lečenje, učeći se tom odabiru kroz posmatranje ponašanja i reakcije brojnih životinjskih vrsta oko sebe. - U ovoj fazi potomak pračoveka Homo sapiens; ... „bogaćenjem svog govora, artikulisanim glasovima i novim rečima podigao je svoj primitivni život na jedan viši nivo civilizacijske kulture“... |
| Empirijska          | - Empirijska faza se danas najčešće vezuje za narodnu medicinu. - Neki ljudi stiču prva iskustva i veštine i od njih postaju prvi „lekari“ (lekari koji nisu profesionalci, već obični ljudi koji leče iskustvom). - Veština ovog oblika lečenja (iskustvom) prenosi se sa kolena na koleno u istoj porodici. - Ovim poslom najčešće se bave žene koje "...leče sugestijom, kao utehom da bi umilostivile demona koji je uzrok bolesti (bajanje)...". - Muškarci se ređe bave empirijom i najčešće pružaju usluge iz hirurgije i traumatologije. - Empirijska medicina nije opterećena teorijom, jer je bila rezultat posmatranja i iskustva. - Empirijski oblik lečenja vremenom je predmet raznih zapisa, kako bi ta iskustva postala jedan od izvora savremen medicinske nauke. „O ovome nam svedoče brojne studije - proučene i neproučene - u kojima se opisuje empirija kod primitivnih plemena: na Sumatri, Javi, kod Moskito Indijanaca, Buš crnaca i drugih“. |
| Magijska            | - Prvi lekari su vračevi, šamani, čarobnjaci koji se služe magijom... - Pored lečenja primenom metoda stečenih iskustvom čovek koristi i čarolije, magiju (ritualne pesme, plesove i td.) - Lečenje magijom zasnovano je na verovanju "...da je bolest sam demon, koji je ušao u bolesnika, pa zato demona treba umiriti i raznim delanjem (bajanje, amuleti) skloniti iz bolesnika..." (Thaller) - Najvećim delom lečenje se zasniva na dejstvu sugestija. - Sve više se razvija religija, koja u lečenje uvodi složene odnos između boga i čoveka. |
| Magijsko-religiozna | - Lekar je sveštenik - Bolest je božja kazna, lečenje se zasniva na molitvama i misticizmu - Gledaju se zvezde, nastaje primitivna prognostika - Sve više se javljaju prvi lekari koji posmatraju čoveka, i mnoge uticaje na njegovo zdravlje - Izučava se anatomija i fiziologija (krv, žuč, mokraća, pljuvačka, limfa, menstrualna krv) i smatra da je njihov poremećaj uzrok bolesti |
| Humoralna           | - Medicina postaje biološka nauka i „umetnost lečenja“ (ars medicina), koja se zasniva na naučnim principima, biomedicinskim istraživanjima, savremenim medicinskim tehnologijama za dijagnostiku i lečenje povreda i bolesti, primenu lekova, operativnih zahvata i drugih oblika lečenja. |

## Praistorija i medicina primitivnih naroda
O medicini u praistoriji postoje vrlo oskudni podaci. Analizom raznih arheoloških ostataka (upotrebnih predmeta, ljudskih i životinjskih kostiju, crteža) i usmenih predanja, može se zaključiti da su i praistorijski narodi imali, u osnovi istu medicinu kao što su je imali i primitivni narodi u kasnijim epohama, a i danas ona se održala kod nekih primitivni narodi koji žive u Africi, Južnoj Americi itd. I pored oskudne istorijske građa, očigledna je činjenica;
„...da je praistorijski čovek, uprkos svoje umne zaostalosti i svog životinjskog bitisanja kao „Homo brutus“ a kasnije i kao „Homo sapiens“ ipak bio najsavršeniji stvor i da je vladao izvesnim stvaralačkim sposobnostima.“.
Paleopatološki dokazi iz davne istorijske prošlosti o nastanku bolesti i načinu njenog lečenja su veoma retki i ima ih tri vrste.
- Nađeni delovi kostura pračoveka sa patološkim promenama zbog artritisa, ankiloze, osteomijelitisa, povreda, nekroze...
- Arheološki nalazi raznih kipova i petrografa (pećinski crteži).
- Izučavanja mitova i verovanja naroda čiji stepen kulturno-civilizacijskog razvoja nije prevazišao nivo istorijskog kamenog doba. Na primer, neki stavovi onog vremena, kao model ponašanja, sačuvani su i do danas u primitivnim plemenskim zajednicama kontinenata Afrike, Australije, Azije i Južne Amerike.

Arheolozi i antropolozi su tokom proučavanja života praistorijskog čoveka i primitivnih plemena, utvrdili da je glavi nosilac empirijske medicine bila žena majka, kao i da su ta ljudska društva oduvek imala i posebne pojedince (muškarce ili žene) zadužene za isceliteljski posao. Oni su bili odgovorni za sprečavanje bolesti i lečenje bolesnih i povređenih. Njihove isceliteljske sposobnosti zasnivale su se na dva izvora - iskustvu i magiji.
Prema J. Morganu, praistorija se deli na dva velika istorijska razdoblja; Divljaštvo i Varvarstvo. Ova dva razdoblja, svako za sebe imala su svoj; niži, srednji i viši stepen razvoja.

### Divljaštvo
Divljaštvo je prva velika epoha u kojoj se formira čovek koga karakteriše neartikulisani govor i ograničeni nivo shvatanja pojava i prirode koja ga okružuje.
Niži stepen divljaštva
U nižem stepenu divljaštva „...lečenje je bilo u vidu nekakvih nekontrolisanih radnji i pokreta...“ koje će biti prisutne i u kasnijim periodima sve do faze empirije.
Srednji stepen divljaštva
U srednjem stepenu razvoja divljaštva, čovek razvija manuelnu sposobnost, i izrađuje i prilagođava oruđa i oružja koja su mu potrebna za svakodnevni život. U ovom razdoblju „primitivni čovek“ otkriva vatru i počinje da razvija „...demonistička verovanja u poreklo bolesti. Svaku bolest ili povredu on pripisuje nekom neslućenom demonu...“
Viši stepen divljaštva
U višem stepenu divljaštva - kada se formira "Homo Sapiens", čovek sve više napušta pećinski način života i živi u sopstvenim rukama sagrađenim objektima (kolibama, sojenicama itd). Počinje da obrađuje zemlju i za taj rad koristi domaće životinje.

### Varvarstvo
Varvarstvo je epoha koju karakteriše razvoju ljudske ličnosti i njegove svesti. U njemu čovek sve više izrađuje oruđa i bavi se pojedinim delatnostima. Formiraju se zajednice ljudi, prema suprotnom polu i deci, a počinje i podela ljudi unutar samih naseobina. „U ovakvo organizovanom načinu života, u Varvarstvu se odnosi - a pre svega briga o zdravlju - organizuju na nivou samopomoći. Tu se javljaju se prvi oblici medicine, koji ce se pod uticajem spoljnih faktora, bazirati na razvoju stečenog iskustva. Ovo će iskustvo vremenom preći u suvereni oblik lečenja.“

### Primitivni narodi
U skladu sa karakteristikama primitivnog načina mišljenja, načina života i društvenom organizacijom najnižeg nivoa, razvijala se i magičnoreligiozna medicina. Vračevi, magovi, čarobnjaci, šamani  itd, nisu lečili primenom prirodnih agenasa već, tobože čarobnom moći i od boga datim znanjem.
Razmišljanja primitivnih naroda odlikuje "animizam" ili "fetišizam"; svi ljudi i objekti po njima su imali dušu, i ona je iz čoveka odlazila za vreme spavanja ili nakon smrti, ali je i dalje prisutna u životu, i prelazi na zdrave i u njima uzrokuje bolesti. Zato da bi se ona izbacila iz tela, praistorijski čovek je smatrao da treba posegnuti za raznim vrstama „trikova“. Dakle, bolest ulazi u čovekovo telo i njegovu dušu i da bi se telo i duša, očistili-izlečili potrebno je iz tela izbaciti zlog duha. Primitivni narodi su takođe smatrali da su glavni uzroci bolesti čaranja (bajanja) drugih osoba, hirovi demona ili kazne razjarenih bogova.
Iscelitelji, toga doba su bili uglavnom sveštenici, jer se lečenje smatralo svetim obredom. Među isceliteljima je bilo i onih koji su se „lečenjem“ bavili radi sticanja povlašćenog društvenog položaja. Među njima se diferenciraju i iscelitelji prema „subspecijalnostima“, jedni za lečenje različitih bolesti, kao što su se (npr. kod Asteka), javljali vračevi, i šamani ili čarobnjaci (u Aziji i Africi.) (ticitl) koji su više bili upućeni u čarobne postupke (teomiquetzan) npr. lečenje rana i povreda u borbi, ili (tlamatlquiticitl), babice zaduženi za praćenje trudnoće.
Istovremeno sa sveštenicima bilo je i umnih pojedinaca, koji su, prosmatrajući okolnu prirodu, slučajno izvodili zaključke o lekovitim svojstvima određenih agenasa i ta svoja otkrića primenjivali u lečenju bolesti. Kasnije su od tih osoba nastali ljubitelji filozofije, naučnici, i sveštenici koji su se bavili „umetnošću lečenja“. Brutalan način života u kamenom dobu pokazao se brojnim povredama na iskopanim kosturima. Većina rana nalazi se na glavi, što je zavisilo o prirodi bitaka toga vremena, i strelica koje su se zabijale u različite delove tela. Frakture kostiju se takođe često susreću, a ishod njihovog izlečenja nameće pretpostavku da su one mogle zarasti samo primenom odgovarajuće imobilizacije, najverovatnije primenom zavoja od gline. Znači još u praistoriji ljudi su znali da izvode hirurške zahvate (imobilizacije i amputacije udova, rasecanje apscesa, trepanacije lobanje itd). U ovim zahvatima koristili su i neku vrstu dezinfekcije, ispiranje instrumenata i rane kokosovim mlekom, ali i veoma surovu metodu spaljivanja krvarećih rana.
U arheološkim ostacima ranog Homo sapiensa retko se mogu naći osobe starije od pedeset godina, tako da na ostacima postoji vrlo malo dokaza o degenerativnim ili drugim bolestima koje se javljaju u starosti, ali zato ostaci obiluju, nalazima koji sa znacima bolesti ili povrede, zbog života na otvorenom u surovim uslovima.

## Stari vek
Stari vek je epoha razvoja ljudskog društva, koji je najduže trajao. Proteže se od pojave prvih civilizacija i prve pismenosti (4000. - 3000. p. n. e. pa do propasti Zapadnog rimskog carstva 476. godine). Termin stari vek obeležava istoriografiju istorijskog doba nastanka prvih civilizacija na Srednjem istoku u oblasti Sredozemnog mora i u južnim i istočnim oblastima Azije.
Stari vek obeležava i nastanak velikih monoteističkih religija, i nove kulture na monoteističko-religijskoj platformi i tumačenje da su bolesti, a posebno epidemije, npr. kuge, kazna ljudima zbog ogrešenja o božije zapovesti.
Montaigne u svojim delima navodi da su u vavilonskom društvu (dve ili tri hiljade godina p. n. e.) „svi ljudi bili lekari“. Vavilonci su imali običaj da bolesnika ili ranjenika donesu na neko javno mesto gde ga je svako mogao videti i pregledati, sa ciljem da se među narodom nađe neko ko može da mu pomogne.
U tom društvenom razdoblju dužnost zdravih je bila da pregledaju obolele i daju koristan savet koji su stekli na osnovu svog višegodišnjeg iskustva. Tako se tokom vremena razvila praksa (koja i danas postoji) da ljudi drugima daju savete o bolestima i povredama koje su sami imali. Tako se tokom vremena još u starom veku začeo "sistem medicinskih grupa za razne bolesti" tako da je za svaku bolest postojao poseban specijalista.
Brojni stavovi o bolestima, bolesnim stanjima, a posebno veštine lečenja iščezlih drevnih civilizacija očuvani do današnjih dana u narodnoj (tradicionalnoj) medicini na svim kontinentima. Narodna medicina starih naroda bila je ugrađena u vrednosti njihove kulturne tradicije i običaja.

### Stare medicinske kulture van Evrope
Kako su se na zemaljskoj kugli prve kulture, države i gradovi stvarale i razvijale van Evrope, tako su i koreni najstarijih medicinskih sistema najvećim delom nastajali na osnovama specifične umetnosti i filozofije vanevropskih područja sveta; Meksiko, Peru, Mesopotamija, Egipat, Izrael Indija i Kina.

#### Medicina u Mesopotamiji
U području između reka Tigar i Eufrat, naseljenom Sumercima, Akađanima, kasnije Vaviloncima i Asircima, poznato pod nazivom Mesopotamija. Ona je jedno od najvažnijih područja u istoriji čovečanstva.
Oko četiri hiljade godina pre Hrista osnovani su na ovim prostorima prvi sumerski gradove, a u više od tri hiljade godina ova četiri kulture koje su cvetale, karakterisala je najranija upotreba pisanog jezika (klinasti) koji je preživeo i do danas na mnogim glinenim pločama i gravirama. Upravo zahvaljujući prenosu, naučnih, socijalnih i administrativnih informacija, današnji istoričari medicine nalaze najstarije medicinske pisane tragove, koji dosežu do petog milenijuma pre nove ere. Zbog svega ovoga, Mesopotamija je poznata i kao „kolevka civilizacije“.
Od svih tih glinenih ploča oko 800 ploča, je posebno posvećeno medicini. Tako je na pločici pronađenoj u Nipuru (Nippur) (koja se danas smatra najstarijim pisanim medicinskim dokumentom) zabeleženo nekoliko recepata za lečenje.
U Mesopotamiji je medicina imala i svog boga zaštitinika. Njegov simbol je bila zmija koja obavija žezlo i potiče iz trećeg milenijuma pre n.e. Kult zmije postojao je i kod svih drevnih naroda, preuzeli su ga Grci a on se održao sve do danas.
Medicina vavilonsko-asirske kulture je izraženo magično-religiozna, većim delom sumerskog porekla. Lečenje je bilo po pravilu povezano sa magijom i jako složenim ritualom. Oni su smatrali da bolesti nastaju kao posledica dejstva demona, da su sva događanja međusobno intimno povezana i da najtačnije podatke o bolestima ljudi daje posmatranje zvezda i jetre žrtvenih životinja.
O anatomiji se znalo jako malo. Srce je smatrano središtem inteligencije, a krv nosiocem života i svih stanja u organizmu.
U ovoj kulturi snovi su imale važan značaj, jer se na osnovu njih poricala sudbina. Vavilonci su veliki značaj davali i brojevima, pa su u medicinu uveli pojmove „kritičnog dana“, (npr. 7, 19 ili 21 dan u mesecu ili od početka bolesti) kada se bolest menja ili kada lekar ne sme remetiti prirodni tok bolesti. Iako su bili uvereni da zvezde upravljaju tokom zaraznih bolesti, i da se tok epidemije odvija po zakonima aritmetike. Religiozni zakoni koje su primenjivali Vavilonci, jednim delom, bili su i progresivni jer su propisivali primenu principa; izolacije obolelih sa znacima gube, upotrebu čiste vode i održavanja čistoće i lične higijene.
Najstariji vavilonski tekstovi o medicini datiraju iz razdoblja prve polovine drugog milenijuma pre Isusa. Najopsežniji vavilonski medicinski tekst, Dijagnostički priručnik napisao je lekar Esagil-rod-apli iz Borsippa, za vreme vladavine vavilonskog kralja Adad-apla-idina (1069—1046. p. n. e. Esagil-rod-apli je otkrio razne bolesti i njihove simptome koje je opisao u svom dijagnostikom priručniku (npr.simptome epilepsije i srodnih bolesti)
U vreme Starog vavilonskog carstva koje svoj puni razvoj dostiže u vreme Hamurabija (1792.p.n.e–1750.pne), donet je i prvi pisani zakon robovlasničkog društva – „Hamurabijev zakon“, u kome se su između ostalog bili regulisani i honorari hirurga za lečenje, ali i teške kazne za neuspeh.
...„Ko povredi nekog u tuči mora platiti lekara...Lekar koji izleči prelomljeni ud treba dobiti pet srebrnjaka...Ako lekar nekog operiše nožem neka dobije deset srebrnjaka, a ako je pacijent rob neka njegov gospodar plati lekaru pet srebrnjaka...Ako pacijent umre krivicom lekara ili izgubi oko treba lekaru odrezati obe ruke... Ako je bolesnik bio rob lekar ga mora nadoknaditi drugim robom.“
Vavilonci su uveli i neke osnovne principe medicine kao što su dijagnoza, prognoza, fizički pregledi, recepti lekova. Osim toga, Dijagnostički priručnik iz tog doba uveo je metode terapije i etiologije i primenu empirizma, logike i racionalnosti u dijagnozi, prognozi i terapiji.
U prognostičkim priručnicima toga doba, opisuju se i simptomi bolesti (npr. bronhitisa, zapaljenja pluća, kamena u bubregu), sa dijagnozom i prognozom. Upotrebljavane su i lekoviti agensi opijum, kukurek, hašiš i razni minerali za lečenje kožnih i očnih bolesti.

#### Staroegipatska medicina
Tokom tri hiljade godina duge istorije drevnog Egipta razvijala se na ovom prostoru i u ovoj kulturi, raznovrsna i uspešna medicinska tradicije. Herodot je za vreme boravka u Egiptu dobio od sveštenika, u Memfisu, Tebi, Heliopolisu i Saisu značajne podatke o stanju egipatske medicine i ta saznanja pretočio u svoje zapise u kojima je zabeležio da... "u Egiptu ima lekara za razne vrste bolesti".
U Homerovoj Odiseji nailazimo na deo teksta u kome on kaže da je Egipat zemlja; čije plodno tlo proizvodi mnogo lekova i da je u njemu svaki čovek doktor.
0 hirurškoj veštini iz tog doba govore i hirurški instrumenti napravljeni od bronze nađeni u grobnici lekara koji se zvao Kar (23. век п. н. е.) Postoje takođe dokazi o hirurškim intervencijama, kao sto su amputacije prstiju ili udova, kao i tragovi operacija na lobanji iz tog perioda. Frakture (prelomi) su takođe bile čest nalaz na staro-egipatskim skeletima, veoma često leve ulne, što bi se moglo protumačiti korišćenjem leve ruke kao zaštite od udarca štapom.
Najstariji pisani dokumenti vezani za početke stomatologije su staroegipatski papirusi nastali oko 3000. godine p. n. e, iz kojih saznajemo da je u to vreme postojala zubna medicina bila posebna grana medicine. Jedan zakonik iz 1700. godine p. n. e. svedoči da je praksa u zubnoj medicine bila regulisana zakonom, a na tzv. Ebersovim papirusom, nastalim nekoliko vekova kasnije, u kome se spominju pojedine bolesti zuba i uzroci zubobolje.
Egipatska medicina je u velikoj meri magična, ali sa magijom se paralelno razvijalo i naučno razmišljanje u područjima kao što su; medicinska astrologija, botanika, minerologija, anatomija, javno zdravlje ili klinička dijagnostika, što je u ono vreme predstavljalo veliki napredak na putu razumevanja mnogih bolesti. U velikoj grupi tekstova tzv. popularnog hermetizma, koji su pripisani legendarnim Egipćanima Nehepsu, Petozirisu i Hermesu Trismegistu, (3. vek p. n. e.), navodi se i očigledna prisna veza između astrologije i medicine. Tekstovi obrađuju područje botanike, mineralogija, ali i medicine i medicinske astrologije u kojima se određene lekovite biljke, minerali i delovi ljudskog tela povezuju sa znacima zodijaka, sa planetama i njihovim međusobnim položajima itd...„U svim tim astrologijsko-alhemijsko-magijskim traktatima osnovna je pretpostavka teza o međusobnoj povezanosti svih delova kosmosa, teza o delovanju zakona simpatije i antipatije...“ na telo čoveka i njegovo okruženje. Astrologija pri tome ima važnu ulogu u medicini, ne samo u predviđanju toka bolesti, već i u lečenju.
Za uvid u stepen razvoja i izučavanje nekih aspekata drevne egipatske medicine danas su na raspolaganju medicinski papirusi iz razdoblja od oko 1900. p. n. e. do 1200. p. n. e., kao najznačajniji dokaz razvijenosti medicine u starom Egiptu, koji su sačuvani do naših dana. Te svojevrsne medicinske rasprave, kojih je za sada nađeno osam, potiču doduše iz ranijeg perioda, od 12. do 20. dinastije, ali oni praktički reflektuju daleko starija medicinska saznanja još iz Starog carstva. Nauci su poznata tri drevna spisa - Papirus Kahun, Papirus Smit i Papirus Ebers, i jedan prepis drevnih spisa Batijev papirus.
- Papirus iz Kahuna (oko 1850. p. n. e..)- posvećen je ženskim bolestima.
- Smitov (Edwin Smith - Njujork) papirus (oko 1550. p. n. e.)- prepis dela iz III milenijuma p. n. e.- (koji po sadržaju podseća na hirurški udžbenik) sastoji se iz dva dela: jedna je iz anatomije (najveći deo je Knjiga o krvnim sudovima srca), a druga iz hirurgije. U 48 poglavlja vodi se rasprava o ranama i povredama prema anatomskim regijama. Svako poglavlje sadrži pet delova: prirodu rane, ispitivanje simptoma, dijagnozu, lečenje i prognozu preživljavanja. I pored toga što je nepotpun, papirus dosta verno oslikava egipatsku hirurgiju. Knjiga iz hirurgije sadrži opise 48 slučajeva, povreda, rana, prelome, iščašenja i tumora. Za sve slučajeve opisi su posebno dati i po težini klasifikovani kao: bolest koja se leče, bolesti si kojima se bori i bolest koja se ne leči. Detaljno su opisane povrede glave, grudnog koša, kičmenog stuba i data uputstva za njihovo lečenje. Opisana je repozicija vilice, imobilizacija dugih kostiju, šivenje i lečenje rana. Opisana je i traumatska aneurizma, a dato je upozorenje da se neki apscese (npr. tuberkulozni) ne otvaraju.
- Papirus (Georg Ebers - Lajpcig) Ebers (oko 1550. p. n. e.) za istoriju medicine ima veći značaj od Smitovog papirusa, i glavna je knjiga staroegipatske medicine i farmacije. Georg M. Ebers, nemački egiptolog je 1872. uspeo da pronađe još jedan drevni medicinski spis, papirusa dugačak oko dvadeset metara, sa 108 kolona hijeroglifa. Papirus je pisan istim jezikom i pismom kao Smitov i verovatno potiče iz istog perioda (oko 1550. p. n. e.). Priručnik je sastavljenom iz poglavlja o unutrašnjim, očnim, kožnim, ženskim i hirurškim bolestima. Sastoji se od 108 gusto pisanih odlomaka, na hijeratskom pismu. Recepti su svrstani prema bolestima, a nakon naslova dat je u nastavku pregled bolesnika sa dijagnozom i načinom lečenja. U Ebersovom papirusu detaljno je obrađeno krvarenje, što nije slučaj sa Smitovim. U tom kontekstu, pisac papirusa upozorava;
...“džep pun elastične tečnosti (cista, apsces) treba da se leči presecanjem”... ali i da se pri tome ...“vodi računa o krvnim sudovima. Ukoliko krvarenje potiče iz krvnog suda ili otoka (hematom, aneurizma) krvnog suda, moraš ga liječiti nožem koji se zagrije u vatri a ukoliko je krvarenje veliko iz rane (krvnog suda), moraš je spaliti vatrom“...
- Batijev (Chester Beatty - London) papirus- prepis je originala iz 13 ili 14 veka p. n. e., – u kome su opisane bolesti anusa. Ovaj zapis se nalazi u Britanskom muzeju u London (Chester Beatty)

Koliki su značaj Egipćani pridavan organizovanom pružanju medicinskih usluga stanovništvu, govore podaci u papirusima da su tokom izgradnje piramida, njeni akteri imali organizovanu medicinsku zaštitu na visokom nivou. Na gradilištima piramida postojale su tzv "swnw gereget" ili "kolonije lekara" za svaki kamp posebno. Zaposleni i radnici uživali su i pravo na zdravstveno osiguranje. Zanimljiv tekst u zapisima prikazuje; „...da je jednom od zaposlenik koji je zbog povrede oka na radu hram u kome je radio trebao da platiti sve troškove njegovog medicinskog lečenja“.
Pored brojnih dokaza o razvijenosti medicinske delatnosti u starom Egiptu malo je ostalo po imenu zabeleženih lekara. Prvi lekar u starom Egiptu i pisanoj istoriji sveta čije je ime ostalo zabeleženo, bio je čovek po imenu Imhotep. Osim što je bio proslavljeni egipatski graditelj piramida, bio je i lekar, a vladao je i najvećom državom toga doba na svetu. Imhotep, je (prema drevnim spisima) osnovao i veliko svetilište – "hram zdravlja" (kombinaciju hrama i lečilišta), u blizini Sakare, koje je u vreme vladavine Ptolomejaca prozvano Asklepijon, (prema legendarnom grčkom lekaru Asklepiju). Prema brojnim predanjima u "hram zdravlja", hiljadama godina su dolazili bolesnici iz svih krajeva tadašnjeg sveta, (neplodni, sakati, slepi gubavi, padavičari) i svi koji su smatrali ili čvrsto verovali da se jedino na ovom mestu, i na medicinskim tradicijama mudrog Imhotepa, mogu osloboditi svojih bolesti.
U "hramu zdravlja" Imhotep je osnovao i medicinsku školu koju su vodili njegovi učenici, prvoj u istoriji poznatoj školi u kojoj se moglo dobiti organizovano profesionalno medicinsko obrazovanje. Imhotepova škola medicinskog obrazovanje zasnivala se na spoju bogatog medicinskog iskustva i vrhunskog poznavanja lekovitog bilja i tradicionalnog lečenja magijom.
Imhotepa su Egipćani slavili kao mudraca i dve hiljade godina kasnije. Štaviše, čak su ga i u ptolemejskom dobu poštovali pod grčkim imenom Imuthes kao boga medicine Imhotep je bio jedan od retkih smrtnika tog doba čije je postojanje u istoriji potvrđeno činjenicom da je njegovo ime nađeno urezano na postolju kipa samog faraona Džosera. Imhotep je jedna od najvažnijih ličnosti iz drevne istorije, čovek koga su istoričari nazvali prvim poznatim genijem, što dokumentuju i njegove skulpture iz toga doba na kojima je prikazan kao mudar pisar koji sedi sa smotanim papirusom na dlanovima i predano zapisuje.

### Arapska medicina
Uzajamni uticaji vizantijske i arabljanske civilizacije, kao interakcija, koja je bila plodotvorna za obe kulture - dobro su poznati, kao i činjenica da je medicina u arabljanskom svetu, delom oslonjena na antičku grčko-rimsku tradiciju, dostigla vrlo visok nivo razvoja.
Savremeni naučnici, ne bez izvesnog čuđenja, naglašavaju da su Galenovi tekstovi, odnosno njihovi prevodi na arapski, vrlo brzo našli svoj put u arabljanskom svetu. U vezi s tim treba napomenuti da
nema dokaza da su muslimanski osvajači uništili tradiciju lekarstva koju su zatekli u Aleksandriji, već su je šta više unapredili.
Zato za ovu medicinu koja je primarno demonistička, kažemo da je glavni naslednik grčke medicine koju su arapi preveli u periodu od 7. do 9. veka,  upotpunili je vlastitim iskustvom i kasnije opet je predali zapadu, čija je medicina u međuvremenu nazadovala.
U najranijoj fazi arapska medicina prolazi kroz demonističku fazu koja traje do pojave Muhameda kada ulazi u religioznu, a zatim u naučnu fazu i širi se u svim zemljama koje Arapi osvajaju.
U 8. vek arapi počinju stvaranje sopstvenih dela koja su u početku kompilacije, da bi se u 10. veku u vreme najvećeg sjaja arapske medicine, istakli persijanci;
- Razes (Abu Bekri Muhamed ibn Zakarija al-Rasi, 850. – 933), najveći kliničar srednjeg veka, koji je živeo u Bagdadu gde je radio kao upravnik bolnice. Izdao je medicinsku enciklopediju od 226 delova grčkih i arapskih autora «Sadržaji» i  "Kitab al Mansuri" (Ćitab) delo od 10 knjiga o kozmetici, toksikologiji, hirurgiji. Razesovo najpoznatije delo je o boginjama i ospicama jer ih je on prvi uspeo da razlikuje. Razes se protivi svakom praznovjerju i šarlatanstvu.
- Avicena (Abu Ali ibn Sina, 980–1037, koji je sakupio sva grčko-rimska i arapska medicinska znanja stvorena do tada i osmislio kodeks Kanon (Canon), čija je primena bila neprikosnovena u narednih pet vekova) i u kome navodi oko 760 lekova. Svoju sposobnost za lečenja Avicena je pokazao još kao šesnaestogodišnjak kada je na predlog svojih starijih kolega lečio sultana. „Živeo je dosta neuredno, a umro je od leka koga je sam sebi pogrešno sačinio protiv grčeva u stomaku...“[32]
- Abul Kasim, koji je živeo u 10. veku i radio u Andaluziji, bio je najpoznatiji arapski hirurg, koji je svoja iskustva opisao u priručniku za celokupnu medicinu Al-Tasrif.

Medicinske škole u arapskom svetu toga doba postojale su u Siriji i Persiji. U Persiji u Dundusapuru, a u Siriji u Nisibisu i Edesi. Škole se u 762. sele u Bagdad. Arapska religija je zabranjivala seciranja leševa, te arapska medicina nije mnogo doprinela izučavanju anatomije, niti hirurgije, možda i zbog religioznih predrasuda (straha od noža)? Arapi nisu koristili nož za „ulaženje u ljudsko telo“, a za zaustavljanje krvarenja koristili su kauterizaciju... „Od kliničkih grana arapski lekari su najviše unapredili oftalmologiju. Ali ibn-Isa opisuje u svojoj knjizi Dhakhirat al-Kahhalin (Priručnik za oftalmologe) 130 različitih očnih bolesti, a proučavali su i optiku.“
Posle osvajanja Sicilije i Španije, arapska medicina se na ovim prostorima neguje i najduže održava, a najviše u Kordobi i Palermu. Najveći značaj arapske medicine je u povezivanju antičke i buduće zapadnoevropske medicine. Upravo, rabizam je glavna osobina sholastičke medicine. Nakon prodora i osvajanja Bagdada od strane Mongola (1258) arapska medicina je zamrla.

#### Starožidovska medicina
Prema podacima iz Biblije, Jevreji su prvo živeli u okolini grada Ura u Mesopotamiji; odakle ih je doveo u Hanan patrijarh Avram (oko 2000. p. n. e.), a njegov unuk Josif ih je odveo u Egipat, gde su ih faraoni naselili u zemlji Gosen. Koreni jevrejske religije ili judaizma potiču još iz nomadskog perioda, kada su Jevreji obožavali razne prirodne pojave. Tako da je jedan od glavnih jevrejskih bogova bio je Jahve ili Jehova, bog vetra, oluje i vatre.
Dolaskom Mojsija jevrejska vera postaje izrazito monoteistička, zasnovana na Deset Božjih zapovesti, prinošenje životinjskih žrtava, teokratiji i strogom formalizmu; nema lekara, bog leči sve, a sveštenici su božji posrednici, nema nikakvih terapeutskih tendencija, sve je propisano u svetim knjigama. Mojsije u svojoj 3 knjizi navodi uputstva o održavanju čistoće i kaže: „nečista je žena za vreme menstruacije i nakon poroda, nečist je gonoroičar, leš (Broj. 19  11-19)“ i propisuje ritualne kupke, obrezivanje, ritualna klanja životinja i njihov ritualni pregled. Vodi se briga za zdravlje čitave zajednice, a ne samo pojedinca. Tako se obrezivanjem smanjuje širenje venerične bolesti a zabrana jedenja svinjskog mesa sprečava trihinelozu.
Nakon uništenja Jerusalimskog hrama prestaje bogosluženje, a verski centri postaju sinagoge. Ulogu sveštenstva preuzimaju rabini a verski obredi sastoje se iz molitve i čitanja Tora. Pored Tora, veliku važnost ima Talmud — srednjovekovna zbirka rasprava koje su vodili rabini o Jevrejskom pravu, etici, običajima i istoriji. U svojim obredima sveštenstvo je koristilo Talmud koji je sadržao Halakhah (propise) i Hagadu (predanja, tradicije, medicinu, astronomiju itd.). Talmud je davao veliko medicinsko znanje rabinima oko poznavanja zdravlja životinje, ginekologije, anatomije i visoko razumevanje lekarske etike. Židovska medicina koja je kasnije izvršila veliki uticaj na početku razvoja hrišćanske medicine, nije bila kurativna već preventivna.
Na kasniji razvoj židovske medicine važnu ulogu odigrao je Novi zavet. U Bibliji se na više mesta spominje osoba koja priprema masti (neka vrsta preteče apotekara), pa su židovi počeli da uzgajaju aromatične biljne vrste i začinsko bilje, i od njih pripremali lekovite rastvore u vinu, sirćetu itd...

#### Staroindijska medicina
Klasična - staroindijska medicina nastala je i razvijala i razvijala se u periodu od doseljavanja arijevskih plemena sa severa u međurečje Inda i Ganga (oko 15. veka p.n.e) do saracenskih osvajanja (oko 1. veka p. n. e.) kada se pomešala sa grčko-arapskom medicinom.
U najranijoj fazi staroindijske medicine (od 15. veka p. n. e. do 5. veka p.n.e), koja se naziva vedskim (zbog celokupnog znanja sadržanog u svetim pesmama Vedama), lečenje je mistično-religiozno, sa tipičnim inkantacijama. Sveštenici kojima je bilo zabranjeno da se žene sa djevojkama u čijim je porodicama bilo obolelih od tuberkuloze, gube ili padavice (eugenička zaštita), u svom isceliteljskom radu koristili su nešto stariju Atharva Vedi i nešto mlađu Rig-Vedi, svete knjige sa molitvama i čarolijama za izlečenje bolesnika.
Prema Vedama, bolesti su demoni; koje treba oterati magičnim ritualom, ali se istovremeno u Vedama, nalaze i vrlo razumljivi higijenski propisi.
U 11. veku p.n.e. sveštenici napuštaju medicinu i njome se bave „obični ljudi“. U Indiji se stvara se naučna medicina, koja se u najranijoj fazi karakteriše pre svega zakonom čistoće, dok je lečenje bolesti od manjeg značaja, ali i takvi zakoni su bili bitni za medicinu. Propagira se obavezno pranje ruku pre i posle jela, nakon dodira mrtvaca, nečistih predmeta i nečistih delova tela, žena su se obavezno kupale nakon menstruacije i nakon poroda, zabranjivano je uživanje pojedinih jela, a alkohol je strogo zabranjen.
Klasična indijska medicina zabeležena u sanskritskim delima naziva se ajurvedskom. Ajurveda je sanskritska složenica sastavljena od dva pojma – Ajus, život i Veda, znanje (ili znanje o celokupnom opsegu života). Zato i razumevanje zdravlja i briga o zdravlju, koje se u ajurvedi naziva svasta (sanskrit. celina), zahteva da se uzme u obzir celina života. Ajurvede ima za cilj ostvarenje savršenog zdravlja, stanja potpunog duhovnog, mentalnog, telesnog i socijalnog blagostanja.  Najstariji tekstovi: - Rigveda i Atharvaveda (5. vek p. n. e.). Ćaraka Samhita i Sušruta Samhita zapisani su pre oko (3. vek p. n. e.)... „Faktor vremena doveo je do fragmentacije Ajurvede - funkcionalnog razdvajanja pojedinih pristupa i postupaka, koji su se kao pojedinačni održali unutar tradicionalnih ajurvedskih porodica i škola Ajurvede.“
Grane Ajurveda medicine su:
- Interna medicina (Kaja Ćikitsa),
- Pedijatrija (Kaumara Brhitja),
- Psihijatrija (Bhuta Vidja),
- Otorinolaringologija i oftalmologija (Šalakja Tantra),
- Hirurgija (Šalja Tantra),
- Toksikologija (Agada Tantra),
- Gerijatrija (Rasajana, Tantra),
- Eugenika i afrodizijaci (Vađekarana Tantra).

Indijci su prvi narod sa stručnom medicinskom literaturom, koja nastaje još u 6. veku p. n. e.. Pisana svedočanstva o ajurvedskoj medicini ostala su zabeležena u tri velika zbirna dela (tri Samhite). Prvu knjigu o unutrašnjim bolestima, napisao je Atrej, (čija dela nisu sačuvana ali se on spominje kao prvi veliki učitelj Ajurvede).
Prvu hirurgiju, napisao je Sušruta od 7. - 4 veka p. n. e., (čije je delo doživelo preradu u 2. veku p.n.e. od strane Cara pod nazivom "Sambita" i Vagbhata. Treću knjigu napisao je kašmirski lekar Čaraku, za koga se misli da je živeo u 2. veku.
Indijci su odlični posmatrači promene u ljudskom telu i terapeuti, iako nisu posedovali veća znanja iz anatomije jer nisu vršili sekciju leševa:
„Zato u njihovoj fiziologiji i patologiji dominira spekulativno-filozofska nauka, jedva razumljiva za evropski školovane lekare. Ideja vodilja ove medicine je dinamičnost procesa (organi nisu, nego nastaju; karakteristični deo udova nisu statične kosti, nego dinamični zglobovi), stvaralačka uloga vatre i svetla; pokretačko značenje vetra (tj nekog pneumatskog principa), sastav organizma od 5 elemenata (voda, vatra, vazduh, zemlja i etar) koji procesima varenja u organizmu prelaze u u sedam osnovnih supstanci ili dhatusa (telesni sok, krv, meso, mast, kost, kičmenu moždinu i spermu). Dinamička ravnoteža navedenih sedam dihatusa i još tri energetska principa ili dosas (vazduh, žuč i sluz) su glavni činioci zdravlja, čiji poremećaji uzrokuju pojavu bolesti.“
Dijagnostika indijskih lekara je vrlo kvalitetna, i u njoj lekari osim auskultacije i palpacije upotrebljavaju i čulo ukus i mirisa. Izmišljaju razne protuotrove za bolesti, pa se tako navodi oko 760 različitih lekova, od kojih su najvažnija bila sredstva za čišćenje, znojenje, povraćanje, kijanje, inhalaciju, lekovite kupke, (svaka grupa za odstranjivanje viška jedne od tri navedenih dosa), a postoje i indicije da je korišćeno dejstvo žive za lečenje sifilisa. Posebnu pažnju indijski lekari posvećivali su nezi i higijeni; novorođene dece, trudnica i bolesnika.
Hirurgija u staroindijskih lekara je veoma jako razvijena. Oni su hirurškim putem odstranjivali žučni kamen, operisali očnu mrenu, fistule završnog creva (rektuma) i obavljali teške trbušne zahvate kod vezanih creva (ileusa). Bavili su se i plastičnom hirurgijom nosa, nosne pregrade itd. U toku lečenja poseban indijski lekari poseban značaj pridavali su čistoći i zaustavljanju krvarenja prilikom operacija pa su često vršili i podvezivanje krvnih sudova.
Oftalmologija u Indijaca je bila vrlo jaka. Njihovi očni lekari lečili su oko 70 bolesti oka, a u toku operacije mrene, upotrebljavali su i magnet za vađenje metalnih predmeta iz oka.

#### Starokineska medicina
Starokineska medicina nastaje u Kini oko 3000. p. n. e. sa malo većim uticajem indijske medicine nakon prodora i uvođenja budizma. Kineski istoričari tvrde da je osnivač medicine legendarni car Huang-Ti (oko 2500. p. n. e.) koji je napisao (ili naručio pisanje knjige) Nei-King (Zakonik medicine), najstarije kinesko pisano medicinsko delo.
Starokineska medicina je na veoma visokom stepenu razvoja, mada je njihova medicinska teorija ponekad puna filozofskih spekulacija vere koje su često i besmislene. Temeljna ideja te medicine je kinesko vjerovanje u postojanje jedinstva između mikrokosmosa i makrokosmosa i održavanja zdravlja borbom dvaju prirodnih principa ljudskog organizma; muškog principa «jang» i ženskoj «jin». Po njima ako prevladava »jang« to je znak zdravlje, a kad prevladava »jin« govorilo se o postojanju bolesti. Kineska anatomija poštuje iste principe kao i ostale medicine sveta – jetra je majka srca, bubreg neprijatelj srca itd., što upućuje na pomisao da su kineski lekari dobro poznavali složene odnose organa i njihovih tečnosti. Mada često nailazimo i na nepotpuno razumljive anatomske opise ljudskog tela.
Kineski lekari organizam dele na;
- pet glavnih organa (srce, pluća, bubrege, jetru i slezinu)
- pet sporednih organa,
- simpatije i antipatije među organima,
- kruženje dva polarna principa i životnog daha (K‘i) u posebnom sistemu sprovodnih kanala.

Spekulativnost kineske anatomija ogleda se baš u tim kanalima, za koje su oni tvrdili da ne postoje u organizmu a istovremeno su pisali i raspravljali o organima u telu koji uopšte ne postoje.
Veliku važnost Kinezi pridaju i pneumi, pa će se odatle razviti i akupunktura kao način lečenja u toku koga se brojnim ubodima stvaraju sitne rupica u telu i „kanalići“ preko kojih se iz njega ispušta nezdrav vazduh. Za kineske lekare je od velike važnosti primene pulsa, jezika, kože, izlučevina u dijagnozi bolesti. Oni su određivali puls na 11 različitih mesta na telu, a poznavali su i oko 200 različitih manifestacija pulsnog talasa.
Kinezi su uveli u lekarsku praksu i variolizaciju (neku vrstu vakcinacije), koju su izvodili tako što su pamučnu vatu namakali gnojem iz gnojnih vezikula bolesnika, a potom je stavljali u u nos zdravom čoveku. Ili bi sasušeni gnoj pomoću trake uduvavali u nos. Na taj način bi zdrav čovek preboleo blaži oblik bolesti i stekao prirodni imunitet.
Za lečenje sifilisa Kinezi su koristili živu, u bezopasnim dozama, tako što su spaljivali rudu žive i udisale tako nastale pare. Kod krvarenja koristili su želatin, kod preloma kostiju primjenjivali su ekstenziju (rastezanje) radi boljeg srašćivanja polomljenih fragmenata, za lečenje anemije preparate gvožđa itd. Kinezi među prvima uvode u upotrebu čaj, za lečenje bolesti, i okrepljenje organizma pa se zato i danas u svakodnevnom životu često primenjuje izraz „kineski čaj“. U terapiji su koristili i masažu, gimnastiku, opijate, sredstva za čišćenje creva itd.

### Medicina u Antičkoj Grčkoj

#### Arhajska medicina
Grčka je kolevka evropske kulture, a u središtu svih njenih nauka je čovek. Počeci grčke medicine datiraju iz perioda 3000. p. n. e. i nastaju pod velikim uticajem medicine Egipta i Mesopotamije. Na Kritu i u Mikeni iskopani su ostaci civilizacije koja je poznavala kozmetičke postupke i služila se higijenskim uređajima (vodovod, kupatilo, klozet sa vodom).
Ova medicina prolazi kroz sve faze kao i ostale medicine drugih naroda, ali na kraju prelazi u naučnu. Razvoj koncepata „physis“ (priroda) i „logos“ (razum, nauka), predstavlja polaznu osnovu za shvatanje bolesti kao poremećaja prirodnih mehanizama i njenog posmatranja, istraživanja, dijagnostikovanja i lečenja, za razliku od determinističkog teološko-mističkog oblik koji je preovladavao do tada. Ona je začetnik naučne metode, kroz obdukciju („vizuelizaciju“) i hermeneutiku (tumačenje).
Prvi lekari opisani su u Ilijadi i Odiseji. Iako u njoj preovladavaju magično-religijska shvatanja, jer ljude leče bogovi, čisto racionalnim metodama. Ali se kod opisivanja ratnih povreda i njihovog lečenja uočava da je hirurgija već imala čvrstu racionalno-empirijsku podlogu. U jednom delu Ilijade ističe se da lekari vrede više nego nego mnogo drugih ljudi.
Glavni bog medicine (zaštitnik lekara i bolesnika) je Asklepije (koji se kasnije latinizirao: Eskulap), sin Apolona i učenik mudrog kentaura Hirona koji ga je i uputio u veštine medicine. Izgleda da je Asklepije doista živeo u 12. veku p.n.e. i da je bio toliko vešt da je nakon smrti proglašen za boga medicine. Uvek se prikazuje sa štapom oko kojeg je obavijena zmija. Posvećeni su mu mnogi hramovi (u Knidu, Knososu, Epidauru, Pergamu) i tu su dolazili bolesnici, a on im se javljao u snu ili preko sveštenika i davao im uputstva. Još uvek su u takvim hramovima sačuvane pismene zahvalnice za brojna izlječenje. „Objašnjenje leži u tome da su sveštenici osim ritualne primenjivali i racionalnu terapiju, a da to bolesnici nisu ni primećivali.“

#### Buđenje grčke filozofije
U 6. veku p. n. e. dolazi do preokreta u istoriji medicine, kada se primitivna mitologija prelazi u razvojni period filozofije o prirodi. Brojna putovanja i kontakti Graka sa brojnim narodima oni su imali priliku da upoznaju rezultate brojnih kultura (naročito egipatske) i istovremeno utvrde relevantnost religioznih sadržaja. Na svu sreću grčkih filozofa u to doba u Grčkoj nije postojala velika i jaka centralna organizacija sa vladavinom svešteničkom klasom, koja je u ranije navedenim kulturama, kao što će to činiti i u srednjem veku, kočila individualnu i nekonformističku aktivnost.
Za čitavu istoriju zapadnjačke medicine u ovom periodu razvila su se dva temeljna pristupa zdravlju odnosno bolesti, nastala u grčkoj medicini, a vezana uz jedno od bitnih pitanja medicine (pitanja, o samom osnovu medicine):
- Prvi pristup medicini (empirijski): je onaj kojim se medicina kao veština zasniva na iskustvu, koje se zasniva na simptomima bolesti i njenom izlečenju i odbacuje svako teoretisanje (pa čak i humoralnu teoriju) o uzrocima bolesti
- Drugi pristup medicini (racionalni): je onaj koji uzroke bolesti, a onda i čoveka uopšte posmatra i tumači iz jednog šireg, metafizičkog i kosmologijskog konteksta, što od najranijih vremena često uključuje i astrologiju.

Ta dva temeljna usmerenja koja su začeta u razmišljanjima grčih filozofa, ostaće glavna smernica za čitavu istoriju zapadnjačke medicine. Tako još u helenističkoj medicini, imajući u vidu navedena dva pristupa, nastaju razlike između lekara empiričara i lekara racionalista. Grčki filozofi su prvi pravilno uočili osnovne principe prirode i prvenstveno su davali uputstva o zdravom načinu života, koji se sastoji primarno u usklađivanju sa kosmičkim načelima. Koncepcija Grčkih lekara uključuje zdravlje tela i zdravlje duha, koje se zasniva na prirodnoj ravnoteži; životu u skladu s prirodom. „Dužnost je lekara »physicusa« bila je primarno da savetuje o tome kako ravnotežu (grč. κρᾶσις; ravnoteža, osobina toplog, vlažnog, suvog i hladnog), što proizlazi iz mešavine elemenata u ljudskom telu) uspostaviti i održati. To je, dakle, bila primarno "dijetetska" medicina.“

#### Medicina u periodu helenizma (Aleksandrijska škola)
Grčki grad Aleksandriju na ušću Nila, je planirao i osnovao Aleksandar Veliki 331. p. n. e., i u njoj biblioteku, sa oko 700.000 pisanih rolni (riznicu celokupnog dotadašnjeg ljudskog znanja, najbogatijeg na svetu.). Aleksandrija sa svojim školama bila je neka vrsta univerziteta u kome su okupljali i radili najistaknutiji pisci, lekari, naučnici, i filozofi onog doba. Egipat je bio izuzetno cenjen od strane drevnih Grka, koji su u njemu videli tajanstvenu zemlju, veoma plodnu skrivenim mudrostima. U jednom momentu sjedinile su na ovom prostoru sve različite medicinske doktrine koja su potekle sa istoka i u Aleksandriji (koja je sve više ličila na jedan kosmopolitski grad), spojile u jednu sveopštu kritičnu masu znanja. Medicinska nauka Grčke je zapala u političku dekadencu i nazadovanje — i na ovom prostoru obnavlja naučni rad, posebno u oblasti anatomije: rade se brojne sekcije na leševima, pa čak i vivisekcije na osuđenicima na smrt.
Najsjajniji anatomi i lekari Aleksandrijske škole su Herofil i Erazistrat. Herofil je osnivač prave anatomije i proučava sve organe u telu, mozak smatra središtem živaca i nosiocem duše; zalaže se za primenu lekove. Erazistrat je veliki anatom, opisao je vidni i slušni živac, zajedničke žučne kanale, portalnu cirkulaciju (venski sistem kroz jetru sa krvim sudovima digestivnog trakta). On „izbacuje“ Hipokratovo učenje, zalaganja za primenu slabih lekova. Aleksandrijska škola dovodi do razvoja hirurgije i farmakologije. Pripremaju se kao lekovi otrovi se istražuju i protivotrovi. Herofil je takođe bio jedan od velikih lekara te škole. On opisuje strukture, koje naziva moždane ovojnice, horoidni pleksus i četiri moždane komore.
U Aleksandriji se paralelno razvija empiristička škola,  čiji je glavni predstavnik bio lekar Glaucko Tarencio (1. vek p. n. e.)., za koga se može reći da je bio prethodnik medicine utemeljene na dokazima. Za njega su bili pouzdana osnova jedino rezultati; stečeni ličnim iskustvom, ili iskustvom drugih lekara ili slična analogija kad nije posedovao prethodne podatke za upoređivanje iz sopstvenog ili tuđeg iskustva.
Prelaskom Egipta u status Rimske provincije (30. vek p. n. e.), aleksandrijska medicinska škola polako gubi na značaju, a razvija se zlatno doba medicine u Rimu.

### Medicina u Rimskom carstvu
Na području medicine Rimljani nisu ostavili ništa svoje sopstveno, a naučne medicine kod njih nije dugo ni bilo. Međutim Ono što su Rimljani stvorili u oblasti javnog zdravstva i sanitarnog zakonodavstva niko nije stvorio sve do novog veka.
Sa propadanjem Rimskog carstva nastaje erozija morala i znanja grčkih lekara. Plinije Stariji o tome piše:
...„Lekari jure naočigled sveta pomamno za novinama, da bi se istakli i pročuli, i sa životima svojih bolesnika prave poslove; oni se uz to još i jadno svađaju među sobom pored bolesničke postelje i svaki savetuje nešto drugo, samo da bi se pokazao samostalnim, otuda natpis na grobu jednog umrlog da je, umro zbog mnoštva lekara koji su ga lečili“...
Galen kao najobrazovaniji čovek svog vremena. je najžešće kritikovao lekare i njihovo neznanje, pokvarenost, gramzivost i ulizištvo, izjednačavajući ih sa drumskim razbojnicima. Da bi doprineo razvoju medicinske struke Galen se bavio istraživanjima na životinjama (najčešće svinjama i kozama, a koristio je i ostale životinje, od pevca do majmuna i slonova) i nakon njih došao je do brojnih otkrića 22. Međutim, u želji da od medicine stvori nauku, on je pravio velike metodološke greške, a raznim spekulacijama pokušavao da objasni nepoznato još nepoznatijim, sporno još spornijim. Još za njegovog života učenje je pretvoreno u dogmu punu zabluda, koja se nije mogla izmeniti narednih 14 vekova.

## Medicina Inka, Maja i Asteka
Medicina Inka, Maja i Asteka, razvijala se u okviru kulture drevnih naroda na tlu Južne Amerike. Evropljani su kulturu Inka, Maja i Asteka, otkrili nakon dolaska konkvistadora na južnoamerički kontinent pre nekoliko vekova. Evropljani su bili jako iznenađeni, otkrićem da su van Evrope postojale milenijumske civilizacije besprekorne organizovane zadivljujuće visokog sveopšteg kulturnog razvoja.
Drevni narodi Američkog kontinenta su dostigli visokocivilizovani nivo. Opis njihove medicine i lekarskog rada ostavio je franjevački monah Bernardino de Sahagun. Izučivši pisane dokumente Maja, Inka i Asteka, utvrdio je da su oni dobrim lekarom smatrali samo onog koji je bio dobar dijagnostičar i dobar poznavalac bilja, kora, drveća i minerala. Vrednovala se vrlina samo onog lekara koji do dijagnostičkih i terapijskih rezultata dolazi pregledom, mudrošću i iskustvom, a neophodno je da se između ostalog bavi i hirurgijom u okviru koje se obavljalo i vađenje zuba.
Medicina Inka, Maja i Asteka, imala je zavidno visok nivo i u lečenju internističkih bolesti, ali su bili izuzetno uspešni i u vidanju rana i drugih povreda.

## Srednji vek
Srednji vek je deo istorije od V do XV veka nove ere, (od 476. do 1492). Neki istoričari njegovo trajanje povezuju sa trajanjem Vizantijskog carstva od njenog nastanka zbacivanjem Romula Avgustula (odnosno nestanka Zapadnog rimskog carstva) do njenog nestanka padom Carigrada 1453.
Srednji vek je za brojne naučne discipline pa i medicinu najmračnije vreme njenog postojanja. Nije ništa tako loše opstajalo u ovom razdoblju kao nauka. Brojni pokušaji i otkrića su odbacivani. Protiv prirode se nije moglo, a ni smelo boriti, jer se bavljenje naukom smatralo „jeresom“ i bilo je jedno od najopasnijih zanimanja, a nova otkrića naučnici su plaćali svojom glavom.
Sveštenici (monasi) su bili više zainteresovani za lečenje duše od tela. Mnogi teolozi smatraju da bolesti i povrede nastaju kao rezultat dejstva natprirodnih sila i da je lečenje moguće samo upražnjavanjem molitve. Nema novih medicinskih istraživanja i novina u medicinskoj praksi. Lekari su smeli da primenjuju jedino oblike lečenja koje je odobrila crkva i koji su bili zasnovani na klasičnim tehnikama primenjivanim od strane Galena i drugih, čiji su iskustva sačuvana u bogato ukrašenim, ručno pisanim tekstovima koje su stvarali monasi. Iako je malo činjeno za lečenje bolesnika oni su obično dobro hranjeni i „tešeni“ od strane monaha zaduženih za njihovu negu.
Funkcijama telesnih organa i prirodom fiziološkim procesa bave se istovremeno filozofi i lekari, ali istraživanje ljudskog tela je osuđivano jer „nije priličilo gospodi“. Augustinus, (354–430) zabranjuje obdukcija, i preporučuje „...Galenovu svinjsku anatomiju“ (kako je kasnije ona pogrdno zvana)...
Ratovi su bili česti, pljačkaški, uništavajući. Glad je bila redovni pratilac ratova, jer ono što nije uništila priroda, uništavali su ljudi, ili brojne zarazne bolesti koje su pravile pomore. U toku velikih epidemija kuge u srednjem veku mnogi su mislili da je došao kraj sveta, jer je smrt izazvana kugom, bila česta pa i neizbežna pojava.

### Rani srednji vek (od V do XI veka)

#### Mračni deo ranog srednjeg veka (400−800)
Period u razvoju ljudskog društva od 400. do 800. godine možda je bio najcrnji za medicinu. ...„Sholastička medicina se ograničila na izučavanje starih dela, nadograđujući na već postojeće još veće greške i još gora tumačenja. Hirurgija je potpuno od medicine, prezrena i proterana sa tek formiranih univerziteta. Slepo se drži Galenovih dogmi i još starijeg Celzusovog stava da je otvaranje ljudskog tela surovo i nepotrebno...“
Glavni konkurenti crkvenim lekarima, teozofima i teolozima koji su se smatrali čuvarima hrišćanskog morala bili su tradicijom „obrazovani“ ljudi iz seoskih sredina (narodni lekari) koji su prenosili sa kolena na koleno znanje o prirodnim procesima, ljudskoj i životinjskoj anatomiji, starim običajima i ritualima i načinima borbe sa bolešću i drugim problemima, a koje je bilo duboko ukorenjeno u svesti i poštovanju šireg, neukog i nepismenog stanovništva.
Kako bi se resili te „konkurencije“, crkva je narodne lekare osudila i optužila da su sklopila pakt s nečistim silama u zamenu za svoje znanje. A kako je kroz vekove takva nauka već neobrazovanim masama različitim postupcima i propovedima usađen strah od Boga i njegovog gneva, onda je postalo prirodno zastrašivati sa onima koji su potpisali ugovor sa „drugom stranom“. U tome se lako može prepoznati i ono što je izazvalo velike žrtve u srednjem i ranom novom veku – ljudska zloba i manipulacija drugima. Jer, smatrala je crkva, zašto nepoželjni protivnike i protivnice iz svakodnevnoga svetovnog života ne ukloniti sa scene, jednostavnim načinom optuživanja za nečista posla, i zauzimanjem primata u medicini, i sa još više strahopočtovanju prema hrišćanstvu potčiniti vernike.

#### Monaška (samostanska) medicina (od VI do XI veka)
Začeta u znaku hrišćanstva na prostoru zapadnog dela bivše rimske carevine, hrišćanska crkva sa sedištem u Rimu, izložila je svom duhovnom uticaju celokupan zapadnoevropski svet, dajući novoizgrađenoj kulturi puno hrišćansko obeležje. Na društveni život srednjeg veka hrišćanska crkva sve više uticala svojim dogmama, koja su se značajno ispoljila i u monaškoj medicini, koja je bez obira na sve negativne uticaje bila jedini tračak svetlosti u ovom razdoblju. Razvoj „monaške (samostanske) medicine“, u kojoj se posebno ističu Sveti Benedikt (480–543), u Monte Kasinu (Monte Cassinou) i Kasiodor Senator (Magno Flavije Aurelije Kasiodor, između 485 i 487 — 565) dalo je značajan podsticaj monahsima da izučavaju medicinu.
Počev od 6.veka Benediktinski red osnovao je mnoge škole pri katedralama, a škola u katedrali u fr. Charlemagneu, u 805. dala je prve medicinare sa diplomom lekara.
Benediktanac Kasiodor Senator je u 6. veku samostanu Vivarium u zalivu Skuilace osnovao prevodilačku i prepisivačku školu, koja je posebnu pažnju posvećivala prevođenju i prepisivanju medicinskih dela. Na osnovu „Bendiktanskih pravila“ (Regola benedettina) u samostanima su osnovani „hospitali“ i opremljene apoteke a u manstirskim dvorištima zasađene bašte lekovitog bilja...
| „ | Pravila koja su propisali Benediktanci iz Nursija određivala su da u svakom samostanu mora biti određen poseban prostor i monah koji bi se brinuo o bolesnicima, a u manastirskom dvorištu poseban dao, povrtnjak za gajenje lekovitog bilja potrebnog za negu i lečenje bolesnih... | ” |

Monaška medicina imala značajan uticaj i na osnivanje prvih bolnica u Evropi, po jedna u 100 godina:
- 542 — Otel Dju u Lionu (фр. Hôtel-Dieu de Lion)
- 641 — Otel Dju u Parizu (фр. Hôtel-Dieu de Paris), ova bolnica imala je stalno zaposlene sestre (negovateljice), velike prostorije i dugo je bila bolnica za uzor.
- 718 —  u Rimu
- 794 —  pored Londona
- 820 — Manastirska bolnica u St. Gallu, kao je kao prva bolnica u zapadnoj Evropi imala vrt lekovitih trava, šestokrevetne sobe i posebne prostorije za lekare.
- 928 — Sveti Vaclav u Pragu

### Razvijeni srednji vek (od XII do XIV veka)
Osnivanjem gradskih bolnica, samostanske bolnice polako gube značaj. Osnovane su poznate bolnice:
- 1123 — St. Bartholomew's Hospital u Londonu.
- 1215 — St. Thomas’ Hospital u Londonu.
- 1228 — Ospedale di Santo Spirito in Sassia u Rimu.
- 1288 — Santa Maria Nuova u Firenci.[55][56][57]

U 12. veku u Engleskoj je već bilo osamnaest bolnica, a u 16. veku u Firenci 30 bolnica sa 1.000 kreveta, u Avinjonu 16 bolnica, u Parizu 40 bolnica i još toliko leprozorijuma. Bbolnica Hôtel Dieu u Parizu imala je stalno zaposlene sestre (negovateljice), velike prostorije i dugo je bila bolnica za uzor (slika desno). Osnovni problemi u radu svih ovih bolnica bili su materijalne prirode. Često je u krevetima ležalo više bolesnika, pa su bolnice nazivane „stovarište bolesnika“. Pogrdnom nazivu sigurno su doprinosila i nova medicinska znanja i savremeniji načini pružene pomoći, bez ikakvih religioznih opterećenja.
Međutim, u ovom periodu dolazi do raskola hrišćanske crkve,  a u zapadnom delu do razvoja čitavog pokreta za obnavljanje crkvene moći, veću disciplinu i poštovanje celibata. Monah Hilderbrand (kasnije papa Grgur VII), koji vodi sve poslove Papske stolice, organizuje sabor u Lateranu (papskoj palati u Rimu) 1059. kada crkva proglašava sebe neprikosnovenom i nedodirljivom. Sukob koji je potom usledio između papske i svetovne vlasti okončan je 1122. dogovorom i sporazumom u Vormsu. Iz sukoba crkva je izašla neuporedivo snažnija i spremna da odlučuje o svemu.
| „ | Na crkvenim saborima u Klermonu, 1130. (zabrana samostanske medicine) i u Lateranu, 1139. i 1213, ističe se načelo: („Crkva se gnuša krvi“!) i zabranjuje se duhovnim licima bavljenje hirurgijom i svakojakim lečenjem kojim se proliva ljudska krv. Papa Honorius III organizuje stroge kontrole bolnica čiji rad zamire između 1216 — 1227, a na episkopskom saboru u Vircburgu, 1228, donosi se i odluka o strogom kažnjavanju neposlušnih. Na ovaj način, nanet je težak udarac samim začecima medicinskog napretka. Za oporavak je trebalo nekoliko vekova. | ” |

#### Medicinska škola u Salernu
U Salernu, u Benediktinskoj bolnici osnovanoj u 7. veku, razvija se medicinska škola paralelno sa školom u Šarlemanju ...„da se medicina istovremeno uči i proučava“... U periodu razvoja ljudskog društva kada je pretila opasnost da sve stečeno znanje padne u zaborav pod jakim uticajem crkvenog dogmatizma, u Evropi nastaje oaza medicine, Medicinska škola Salernitana (ital. Scuola Medica Salernitana). U Salerno, grad na jugu Italije u blizini Napulja, koji je ostao pošteđen za vreme seobe naroda, dolazili su mnogi bolesnici, a kasnije i ranjenici iz krstaških ratova. Grad je bio u prednosti; zbog mešanja raznih kultura; izuzetno povoljnog klimatskog položaja (prirodno lečilište) i postojanja većeg broja „laika“ (koji nisu bili pod uticajem katoličke crkve) a bavili su se hirurgijom i ginekologijom što je u samostanima bilo zabranjeno.
»Salernitana« je prihvatila najbolja učenja iz grčke, židovske i arapske medicine i tome pridodala svoja velika iskustva iz pčelarstva i farmakologije. Ona je u to doba bila prvi medicinski fakultet u Evropi u kome su nastala i prva pravila o kvalifikacijama potrebnim za vršenje lekarske prakse i razdvajanje rada lekara od lekarnika.
Od posebnog značaja, sa kulturološke tačka gledanja, bila je uloga žena u teoretskom i praktičnom izvođenju nastave. Žene koje su predavale i radile u školi poznate su pod imenom (lat. Mulieres Salernitanae). Talijanka Trotula de Ruđiero, smatrana je najučenijom ženom lekarem svoga vremena, a i kasnije. Trotula je napisala traktat o ženskim bolestima (lat. De mulierum passionibus), u kojoj je obradila teme iz ginekologije i akušerstva.
Bitan momenat za razvoj medicinske škole nastaje u drugoj polovini 11. veka kada u Salerno dolazi Konstantin Afrički koji je službovao u samostanu Monte Kasino,  pasionirani ljubitelj literature i orijentalnih jezika, najveći prevodilac sa arapskog na latinski jezik.  Preveo je više stotina dela (zbirka – Articella) ranijih kultura, što je omogućilo dalji razvoj medicine u Salernu i dalo formu čitavoj školi, koja početkom 12. veka postaje pravi fakultet, prvi u Evropi. Konstantin je takođe napisao i neke sopstvene, originalne radove, ali je i stručnjacima veoma teško razlikovati ono što je nesumnjivo originalno delo od onoga što treba pripisati njemu i vremenu u kome je on radio (zbog toga što je često svojim potpisom potpisivao i neka dela drugih autora), ...„tako da je do danas nedovoljno razjašnjeno koliki je njegov stvarni doprinos medicini.“
U 11. i 12. veku nastaju glavna dela salernitanskih magistara. Škola je više unapređivala praktičnu medicinu, a manje teoriju. Secirane su životinje (svinje), a u 13. veku i ljudski leševi. Neke od bitnih metoda dijagnostike koje su primenjivane bile su uroskopija, vizuelna analiza urina gde se na osnovu njegovog zamućenja (ili boje) određivala bolest i određivanje kvaliteta pulsa.
U "Salernitani" su napisana dela skoro iz svih oblasti medicine: magistar Kofo (Copho) je napisao prvu zapadno-evropsku anatomsku monografiju (Anatomio porci), a hirurzi Roger(Ruggerio filius Frugardi) i Rolando više hirurških priručnika, magistar Benvenute Grafeo napisao raspravu o lečenju očnih bolesti (lat. Practica ocularum). U Salernu su izvođene i operacije; trbušnih kila, suženja mokraćovoda, katarakte, litotomije i plastične operacije. Neka dela napisana su popularno (narodnim jezikom u stihovima) i bila su namenjena širem krugu čitalaca („Salernske regule“).
Salernitanska škola dostiže vrhunac u 12. veku kada su u njoj radili magistri Mauro i Urso, vešti lekari i originalni pisci rasprava o anatomiji, uroskopiji i dejstvu lekova. Veliku popularnost steklo je delo magistra Rogera napisao 1170. pod nazivom „Hirurška praksa“ (Practica chirurgiae)., a njegov učenik Roland iz Parme, koji je radio u Parmi i Bolonji, delo je preradio i izdao kao „Chirurgia Rolandina“. Ovakav napredak naveo je Rogera I, kralja (kneza) Sicilije, da 1140. zakonom zabrani lečenje svima koji nemaju medicinsku diplomu. Salerno je prvo mesto gde se sticalo viša medicinsko obrazovanje; student je tri godine učio logiku, a pet godina medicinu i godinu dana obavljao praksu pod nadzorom diplomiranog lekara. Diploma je trebala biti potvrđena od strane državnih vlasti i zato je Car Fridrik II (1240) salernskoj školi dao pravo da izdaje diplome pod uslovom da je kandidat savladao obdukciju ljudskih leševa.
Pojavom univerziteta u Napulju 1224. slava i sjaj Salernitanske škole polako opada i 1811. Napoleon svojim dekretom zabranjuje dalji rad škole.

#### Sholastička medicina (od XII do XIV veka)
Razvoj salernske škole i uticaj arapske kulture i medicine uzrokovao je na zapadu Evrope pojavu sholastike srednjovekovne hrišćanske filozofije, koja je upražnjavana u crkvenim i manastirskim školama i ranim evropskim univerzitetima. U 12. veku sve masovnije se otvaraju škole u Oxfordu i Kembriđžu (koji za medicinu nemaju veliki značaj), Montpelieru, Bolonji, Parizu, Padovi.
Sholastika ima poseban odnos prema teologiji, jer postavlja zahtev da filozofija objasni verske dogme i privede čoveka razumevanju objavljenih i prihvaćenih istina. Njen cilj nije naći istinu, nego shvatiti i opravdati već ranije, objavljenu istinu. Argumentacija se uglavnom poziva na autoritete tradicije (Biblija, sveti oci, a posebno Aristotel). Medicinska učenja sholastičara temelje se na arabiziranom galenizmu koji je dosta dogmatski i ne dopušta individualno naučno istraživanje. Svaka slobodnija razmišljanja nailazila su na otpor lekara i crkvenih velikodostojnika, jer primarna svrha sholastike nije bila pronaći odgovor na neko pitanje ili razrešiti neku kontradikciju, što je u direktnoj suprotnosti sa težnjom medicine ka stalnim istraživanjima. Iako sloboda rada, razmišljanja i naučnog duha u njima nije bila naročito jaka, ove škole će ipak odigrati važnu ulogu u određenom periodu razvoja medicine u Evropi.
Nastava se sastojala u čitanju i tumačenju, raspravama (dijalektičkom mišljenju i debatnom nadmetanju) zasnovanim na klasičnim tekstovim (koji su bili zvanični uđžbenici); – Hipokratovih „Aforizama“, Galenova „Ara parva“, Razesovih „Nonus Rhasi ad Almansorem“ i Aviceninih „Kanun“. Nakon završetka studija učenici su sticali „bakalaureat“ – diplomu o završenom obrazovanju; a sledeći nivo je je bio sticanje obrazovanje za zvanja lekara. Najviši akademski stepen obrazovanja bilo je zvanje magistra.

### Kasni srednji vek (vek)
U 15. veku. u medicinske škole toga vremena pored već postojećih magistarski uvode se i doktorske studija. Programe obrazovanja u to vreme određivala je crkva.
Reforma medicine u ovom razdoblju je započela je prvo u anatomiji, jer su lekari bili mišljenje da bez solidnog znanja anatomije nema daljeg razvoja medicine. I pored postojanja dobrih anatoma, oni su se slepo držali učenja Galena i kada bi uočili neku promenu koja nije bila u skladu sa Galenovim učenjem, avaj nalaz proglašavali su patološkim.
Zaslugom škole u Bolonji uvedena je nastave iz anatomije na ljudskim leševima. Početkom 14. veka predavanja iz anatomije (ital. Mondino de Luzzi) izvodio je na leševima, ali se pri tome držao Galenovih tumačenja.
U 10. veku hirurgija se odvaja od medicine jer se „prezire manualni rad“. On se prepušta osobama za lečenje rana. Kako je i crkva zazirala od krvi ona je lekarima zabranjivala hirurške intervencije. Pored toga, crkvene vlasti, u srednjem veku, zabranile su seciranje i autopsiju ljudskih tela. Ipak, postojali su putujući hirurzi koji su, van naseljenih mesta, ljudima u nevolji bušili lobanju i vadili „ludi kamen" iz glave (vidi sliku). Zbog ovakvog stava crkve, hirurzi se regrutuju iz redova poluobrazovanih i neobrazovanih ljudi, koji stiču iskustva, i počinju da izvode sve složenije operacije. Oni se međusobno udružuju i postepeno oslobađaju od uticaja medicinskog fakulteta što im je pomoglo da se oslobode i od galenizma.
Hiruršku školu u 13. veku osnovao je ital. Ugo Borgognoni. Značajne rezultate u hirurgiji ostvario je ital. Henry de Mondeville koji se u toku hirurškog rada služiu narkozom i izvrsnim znanjem iz anatomije (kojoj je pridavao veliki značaj). Na pariskom medicinskom fakultetu u to vreme, radio je i najslavniji učitelj hirurgije svih vremena: Lanfranco iz Milana. Prvi anatomski zavod osniva (ital. Alessandra Benedetti1450—1512) u kome su nastala najveća otkrića u istoriji anatomije. Uskoro u praktičnom radu medicinska škola u Padovi nadmašuje Bolonjsku.
Od francuskih škola toga doba najpoznatija je ono u Montpelijeru, jak centar arabističke medicine, u kojem je radio ital. Arnaldus de Villanova, koji je ponekad izražavao neslaganje sa delima Galena i Avicene. Arnaldus se zalagao za primenu krajnje jednostavnih lekove, ali je na momente bio sklon i praznoverju.
Osnovane su i prve apoteke koje drže farmaceuti, a ne lekari, (koji su morali da imaju položen ispit za obavljanje apotekarskog posla) Lekovi su bili poreklom iz Arabije. Među njima je bilo i mnogih besmislenih lekova, zasnovanih na praznovjerju.
Popularne metode lečenja bile su i puštanje krvi, dodir kralja itd. U to vreme je postojao mali broj lekara pa je i zdravlje siromašnih na vrlo niskom nivou prepušteno milosrđu bogatih ljudi. Iako je sholastičke medicine zasnovana na brojnim raspravama i upoređivanjima bez važnih naučnih otkrića, puna mana i nedostataka ona je ipak bila vrhunska medicina u doba feudalizma.

## Novi vek (od XVI do polovine XIX veka)
Kada govorimo u medicini novog veka tada govorimo o sledećim epohama:
- Humanizam i renesansa,
- Barok,
- Rokoko-(medicina kroz 18. vek).

Posle hiljadugodišnjeg srednjovekovnog stagniranja, pa i nazadovanja u svakom pogledu, novi vek se karakteriše mnogim promenama koje su nastale krajem srednjeg veka, prvenstveno političko-ekonomskim u Evropi u 15. i 16. veku.
Ovo razdoblje obeležio je snažan razvoj anatomije, hirurgije, diferencijacija pojedinih medicinskih specijalnosti, i masovno štampanje medicinskih udžbenika, u kojima su izneta genijalna razmišljanja velikana toga vremena koja ne samo da su delovala razvojno već su i demistifikovala brojne zablude u dotadašnjoj medicini.
Među prvima u ovom razdoblju je Leonardo da Vinči (1452—1519) koji je izvršio sekciju oko 30 ljudskih leševa i za dvadeset godina proučavanja načinio vredno delo, atlas, sa odličnim crtežima i komentarima o ljudskom telu, njegovoj anatomskoj građi i funkcijama koje nisu bazirale ni na jednom delu do tada objavljenom, već isključivo na njegovim genijalnim posmatranjima i razmišljanjima.
U 16. veku nastaje sve veća potreba za hirurzima, koji brzo uče i stiču nove veštine, na bojnom polju u sve češćim ratnim sukobima. Upotreba artiljerije i musketa promenila je prirodu rana. Umesto „čistih“ rezova nanetih mačem ili nožem, nastajale su obimne zjapeće rane, pokidanih tkiva i polomljenih kostiju (a to je zahtevalo nove načine medicinskog zbrinjavanja).

### Medicina humanizma i renesanse
Renesansa je bila preporod za sve ljudske delatnosti pa i medicinu, koju je oslobodila od sholastičke privrženosti autoritetima antičkog i srednjevekovnog doba. Tehnika je sve više napredovala. Započeto je štampanje knjiga i tako je medicinska misao postala svima dostupna. Dostupnost medicine uticao je na rast broj lekara naučnika i nezadrživo krčenje puteva naučnih saznanja, novih otkrića i odbacivanja svega dogmatskog iz medicine i nauke.
Sve veći razvoj saobraćaja i trgovine između Evrope Amerike i istoka, privredni i kulturni napredak italijanskih gradova i sve veće štampanje knjiga, zahvaljujući Gutembergovom otkriću štamparije, uslovio je novi kulturni preporod na zapadno-evropskom tlu.
| „ | To se pre svega manifestovalo reakcijom na kulturnu i duhovnu prevlast crkve, nekritično usvajanje antičkih autoriteta i željom za samostalnim mišljenjem i stvaranjem. | ” |

Renesansa je u nauci značila nepoštovanje starog i traženje novog. Tako se Lekari renesanse ponovo vraćaju izvornom učenju Hipokrata i u njima otkrivaju sve njegove vrednosti, dok se Galenovo učenje sve više kritikuje. Ljudi slobodnijeg razmišljanja, umesto proučavanja starih knjiga sve više su neposredno proučavali prirodu, a raskidanje veze sa prošlošću, crkvenom i verskom dogmatikom i skolastikom, omogućilo je ostvarivanje dotle nezamislivih otkrića.
Otkrivena je Amerika iz koje se u Evropu donese nove bolesti i novi lekovi. Izmišljeno je vatreno oružje pa su rane nanete ovim oružjem postale veoma teške. To je primoralo hirurge da u svom radu usavrše i primene nove metode lečenja. Sve ove promene u ljudskom društvu su nametnule potrebu za novim otkrićima i novim, originalnim delima zasnovanim na istraživanjima lekara, „...koja su trebala da otkriju pravu istinu i reše niz problema za koje ni Galen nije imao odgovora“.
Primarni kvalitet medicinske renesanse bio je u interesovanju brojnih lekara istraživača za anatomiju čoveka što je dovelo do novih otkrića i promene ranijih shvatanja. Tako je reforma medicine najpre započela u oblasti anatomije. Prvi u nizu reformatora anatomije 16. veka bio je Andreas Vezalijus (Andreas Vesalius Bruxellensis 1514—1564), koji je još kao mali secirao ptice i mačke. Studija medicine završio je u Parizu, i u 23 godini postao profesor i doktor hirurgije. Od tadašnjih vlasti dobio je dozvolu da secira leševe ljudi i tako je otkrio i objavio da je Galen u svojim delima opisivao anatomiju majmuna. Iz ovih istraživanja nastalo je njegovo djelo lat. De humani corporis fabrica ili popularno zvana „Fabricia“ (1543). U svojim delima Vezalijus je dokazao da Galen nije bio nepogrešiv i kritički ukazao na sve njegove propuste. Ovo delo je dugo godina bilo osnova anatomije i pored snažnih reakcija Galenovih pristalica koji su ga nazivali i „ludakom“.
Reforma praktične medicine nastala su prvo od strane Paracelzusa (1493—1541) lekara iz Švajcarske, koji je školovanje završio u Ferari, a potom mnogo putovao i i na njima stekao praktična znanja. Kao gradski lekar živeo je i radio u Salzburgu gde je držao i predavanja iz medicine. U znak prezira prema arapskoj medicini on je odbacio dotadašnju humoralnu teoriju i tvrdio da se sve zasniva na hemijskim promenama. U znak protesta na do tada prihvaćena Avicenina učenja, demonstrativno je spalio sva Avicenine knjige na gradskom trgu, zbog čega je morao pobeći iz Salzburga. Paracelzus je uveo u praksu lekovite supstance; sumpor, antimon, olovo, gvožđe, živu itd, i smatrao da teorija mora da proizilazi iz prakse. Paracelzus je u svojim knjigama naveo pet uzročnika bolesti: zvezde, otrove, urođene nedostatke, psihičke faktore i božanske pojave.
Pored Vezalijusa i Paracelzusa za reformu medicine zalagali su se i mnogi drugi lekari. Naročito je bila jaka „struja“ onih koji su zalagali za vraćanje Hipokratovog učenja i „proterivanje“ arapske medicine, ali njihov glas je bio previše slab. Jedan iz te plejade lekara bio je poznati „antiarabista“ parižanin Pjer Briso  koji je primenjivao Hipokratovu tehniku puštanja krvi na oboleloj strani i bio protivnih arapske metode puštanja krvi na što udaljenijem delu tela od obolelog mesta. I pored toga što je imao odlične rezultate Briso je zbog toga bio proganjan.
Kraj primene arapske medicine u Evropi sve više se nazirao, a „autoritet Avicene“ nije više bio dovoljno jak da te promene spreči. U toj borbi učestvovali su mnogi lekari ali i ljudi drugih struka, koji su se zalagali za oslobađanje medicina od praznoverja. Oni su zastupali stav da se zarazne bolesti prenose „zaraznim materijama“, a ne božjom voljom.
Sve više se uči i stiču znanja kroz praksu, a sve manje iz starih knjiga, ali sve više se stvaraju i pišu novi udžbenici.
U 16. veku osnovane su prve medicinske specijalnosti. Prvo u oftalmologiji, a zatim i u drgim granama medicine, koja sve više „izlaze iz ruku šarlatana“. Naročito je aktivan nemački hirurg  koji je izdao knjigu -Ophtalmodouleia- 1553, uveo je u upotrebu fine srebrne medicinske instrumente i razradio niz novih operativnih zahvata.
Najveći hirurg 16. veka, bio je Ambroaz Pare (fr. Ambroise Paré 1510—1590), koji je od skromnog berberskog šegrta postao hirurg kraljevine Francuske, uglavnom sticanjem znanja na lečenju ratnih rana. Pare je među prvima objavio 1545, sopstvena, hirurška iskustva pod naslovom (fr. La Metoda de les traicter playes faictes par Hacquebutes, et aultres bastons FEU) u kojima je opisao metode lečenja rana uzrokovanih vatrenim oružjem. Njegovo najznačajnije otkriće je bilo unapređenje tradicionalnog načina lečenja puščanih rana (do data primenjivanom metodom spaljivanja rana vrelim uljem, jer se pretpostavljalo da je otrovana barutom), koje je nanosilo znatna dodatna oštećenja povređenom. Zato Pare postiže mnogo veći uspeh u lečenju rana jednostavnim oblagama za rane koje su se sastojale od mešavine žumanca, ulja ruže i terpentina. On je takođe uveo i primenu ligatura za zatvaranje protoka krvi u krvnim sudovima, nakon amputacije udova. Amputacije su u tom periodu bile jedini oblik velikih operativnih zahvata koje su hirurzi primenjivali, jer nije bilo moguće napraviti sigurane zahvate u trbuhu.
Feliks Plater (Felix Platter 1536. – 1614) se smatra pionirom patološke anatomije, jednim od osnivača sudske medicine i reformatora psihijatrije. On je u Baselu sačinio klasifikaciji mentalnih poremećaja na temelju preciznih kliničko-psihopatoloških promatranja i dao prvu sistematizaciju duševnih poremećaja. Time je ublažio stavove javnosti prema psihijatrijskim bolesnicima.
Do tad se smatralo da su psihijatrijski bolesnici... „opsednuti vragom“. Zahvaljujući Plateru Ukinuta je smrtna kazna (lomača), za „veštice“, koje su najčeće bile duševne bolesnice.
Paolo Bagerardi i Đžeronimo Merkuriali objavili su prve knjige iz pedijatrije.
U ovom razdoblju Evropu je zahvatila jedna od najvećih epidemija sifilisa, na koju je uticao pokret vojske Karla VIII. „...Njena pojava donekle je pomogla u širenju reforme u medicini jer se za ovu bolest nisu mogli pronaći odgovori u Galenovim delima.“ Iako je sifilis sve vreme postojao u Evropi, on se javljao u nešto drugojačijem obliku. Otkrivene su i primenjivane nove metode lečenja, a na kraju i živina mast.
| „ | Konačno, medicina renesanse je utemeljila naučnu medicinu zadavši „smrtni udarac“ sholastičkoj nauci i sudbonosno izvršila preokret u razvoju medicine uvođenjem nove filozofske misli i duha u medicinsko stvaralaštvo. Medicinska renesansa je time medicinu napravila naučnom i zasnovala naučni način razmišljanja na temeljima eksperimentalnog dokazivanja u medicinskoj nauci. | ” |

### Medicina baroka
U ovom razdoblju koji obuhvata 17. vek i i prve 3-4 decenije 18. veka, definitivno je likvidiran srednjovekovni način razmišljanja pobedom induktivnih metoda u prirodnim naukama i u medicini. Najveću zaslugu u ovom razdoblju za dalji napredak medicine ima razvoj fizike i hemije i pojava velike plejade naučnika: Galileja, Toričelija, Higens Guerika, Njutna, Bojla, Mariota, Vilijam Harvija itd.
Prvi veliki problem čije je rešavanje započeto mnogo ranije a rešen je u ovom razdoblju bila je cirkulacija krvi. Do tada nije bilo poznato postojanje malog krvotok (plućni krvotok), i smatralo se da u arterijama teče „pneuma“ sa malo krvi. Španac Miguel Serveto (1511—1553) je prvi otkrio ovaj krvotok i dokazao; „...da u pluća dolazi crna krv, koja kroz venu ulazi u srce, a zatim odatle plućnom arterijom u pluća te se drugom venom vraća u srce svetlija krv“. Nažalost zbog ove teorije Serveto je završio život na lomači.
Ovaj problem (zbog koga je život izgubio Serveto), konačno je rešio, u 17. veku, Vilijam Harvi (1578—1657) engleski lekar, koji je studirao medicinu u Kembridžu i Padovi, dataljnim opisom cirkulaciju krvi u organizmu, u knjizi lat. Exercitatio anatomica de motu cordis et sanguinis in animalibus izdatoj 1628. Ovim otkrićem Harvi je „zadao konačan udarac galenizmu“, i obeležio početak razvoja naučne fiziologije.
Anatomska istraživanja u 17. veku postaju intenzivna nakon kojih su nastala brojna važna anatomska otkrića;
- Nils Stens (engl. Niels Stensen, 1597—1686) je otkrio kanal zaušne žlezde.
- Johan Đžordž Virsung je otkrio pankreatični kanal.
- Tomas Vilis je izučavao građu mozga.
- Adrien van den Spigel proučavao je građu nervnog sistema i jetre.
- Antonio Marija Valsalva se proslavio svojim radovima o anatomiji uva itd.
- Gaspare Aselli je 1621. otrio hilusne sudove u mezenterijumu psa, ali mu nije bio jasan značaj tih sudova.
- Olaf Rudbek, švedski anatom, otkrio je 1651. limfne sudove u crevu i njihovu povezanost sa limfnim žlezdama, ductus thoracicusom i venskim sistemom;
- Thomas Bartholin, danski anatom, je godinu dana kasnije opisao ceo limfni sistem i dokazao da limfni sudovi ne utiču u jetru. kao što je tvrdio Aselli. On je otkrio i žlezdu na ulazu u vaginu, koja je po njemu dobila ime (Bartolinijeva žlezda)
- Francis Glisson, Harvejev učenik i profesor na Kembridžu, dokazao je vezu između limfnog i digestivnog sistema i konačno se više nije moglo održati staro shvatanje o stvaranju krvi u jetri. Glison je opisao i kapsulu bubrega koja nosi njegovo ime.

Pored otkrića krvotoka, za dalji razvoj medicine od izuzetnog značaja je otkriće mikroskopa i početak njegove primene u prirodnim naukama. Iako danas preovlađuje mišljenje da je pravi pronalazač mikroskopa Galileo Galilej, većina istoričara medicine smatraju da je prvi mikroskop izrađen oko 1600. od strane holandskih brusača naočara Hansa i njegovog sina Zacharios Janssen-a. Njihov prijatelj Cornelis Drebbel je popularisao mikroskop, pa neki smatraju da ga je on i pronašao.
Ali najzaslužnija ličnost za usavršavanje mikroskopa i njegovu primenu je Antoni van Levenhuk (1632—1723), holandski trgovac suknom. On je napravio mikroskope sa uveličanjem od 40-160, pa i 270 puta. Mada bez obrazovanja, on ima velike zasluge za razvoj prirodnih nauka, a posebno medicine. U kapi vode on je prvi otkrio 1675. jedino mikroskopski vidljive životinjice - infuzorije i tako udario temelje nove nauke - mikrobiologije. Levenhuk je takođe opisao eritrocite i otkrio da su oni delovi krvi, a ne čestice masti kako je smatrao Malpigi (1665). On je i prvi pod mikroskopom video tok krvi u krvnim sudovima - kapilarima (1668) u repu punoglavca. Zatim je otkrio poprečne pruge mišićnih vlakana, i vlaknastu strukturu očnog sočiva i objasnio akomodaciju. Među prvima opisao je i protumačio ulogu spermatozoida, koje je otkrio lajdenski student medicine Jan Han.

### Rokoko (medicina kroz18. vek)
U ovom veku zadat je posljednji udarac feudalizmu i religiji u njemu kao merilu naučnih dostignuća. Napredne ideje sve brojnijih enciklopedista oslobađaju svet od idealistikih filozofija i uvode materijalistički pogled na svet.
Zato se za Rokoko kaže da je period u kome počinje razdoblje prosvećenosti, sa zaoštravanjem društvenih suprotnosti i revolucionarnim previranjima, sa vrhuncem tokom francuske revolucije. Ove promene, odrazile su se i u nauci - pojava stalnih suprotnosti reakcionarnih shvatanja i teorija, ali i sve jača afirmacija naučnih istraživanja. Razvija se matematika, hemija, botanika, a pred kraj ovog veka i medicina u okviru koje lekari mnoge medicinske probleme vide u druga čijem svetlu nego do tada.
To je vek muzike Baha, filozofije; Voltera, Didroa i Lajbnica, koji se zauzimao za osnivanje akademija nauka u Berlinu (čiji je bio prvi predsednik), zatim Beču, Drezdenu i Petrogradu.
U 18. veku nastala su značajna otkrića iz oblasti prirodnih nauka, na prvom mestu fizike (otkrića Volta, Galvanija, Franklina, Reomira, Farenhajta, Celzijusa), biologije (otkrića Karla Linea - prva botanička sistematika i nomenklatura biljnog sveta) i hemije.
U oblasti hemije, Antoan Loran Lavoazje (1743—1794), postao je osnivač analitičke hemije. On je prvi objasnio proces disanja, kao proces oksidacije. Ovo otkriće, kao i otkriće zakona o neuništivosti materije i druga otkrića bila su značajna za dalji razvoj fiziologije.
U oblasti medicine posebno je značajan napredak fiziologije, koja je tek u 18. veku dobila odgovarajuće mesto i značenje. Za to je zaslužan Haler (Albrecht von Haller, 1708—1777) kao osnivač eksperimentalne fiziologije, koji je u preko 600 eksperimenata istraživao životne funkcije i dokazao da tim funkcijama ne upravljaju „neke sile“ van organizma. Haler je je tvorac i prvog udžbenik fiziologije.
Zahvaljujući eksperimentalnoj fiziologiji objašnjeni su brojni, do tada ne razjašnjeni fenomeni; kao što je funkcija nervnog sistema (Kaldani), fiziologija metabolizma (Spafaneani), krvotoka i disanja i izvršena istraživanja kičmene moždine (Mažandi).
Stiven Hejls je takođe jedan od velikana 18. veka o čijem delu najbolje govori dobitnik Nobelove nagrade za medicinu Vernera Forsmana (Werner Forssmann), koji je u svom govoru održanom 1956. između ostalog reko:
| „ | Prvu kateterizaciju srca na živim životinjama u eksperimentalne svrhe izveo je engleski sveštenik, velečasni Stiven Hejls. znatiželjni laik, koji je to izvršio u Tordingtonu 1710, 53 godine nakon smrti Vilijama Harvija (1578 — 1657), koji je prvi precizno definisao kapacitete srca. Hejls je izazivao krvarenje u ovce. do smrti, a zatim u postavljenoj cevi u krvnom sudu vrata utvrdio da je srce ovce još izvesno vreme radilo. On je takođe punio šupljine srčanih komora rastopljenim voskom, a zatim merio obim srca i minutni volumen srca, koje je izračunavao merenjem pulsa. Pored toga, Stiven Hejls je takođe bio prvi, u 1727, koji je determinisao vrednosti arterijskog krvnog pritiska, koji je merio rastom količine krvi u staklenoj cevi povezanoj za arterije. | ” |

Spalancani (Lazzaro Spallanzani) je u 1785. eksperimentalno dokazao da nema oplođenja bez kontakta spermatozoida i jajašca i time definitivno razrešio pitanje spontane generacije.
Đovani Batista Morgani (1682—1771) je u tom periodu bio najveći anatom, i jedan od zaslužnih za otkriće i osnivanje patološke anatomije.
Grandiozni napredak zabeležila je i hirurgija, kao i ginekologija i akušerstvo. Hirurgija je konačno postala sasvim ravnopravna sa ostali granama medicine, najpre u Francuskoj gde su osnovane i dve nove grane hirurgije – urologija i ortopedija, a potom i u drugim zemljama.
S druge strane Napoleonovi ratovi su uslovili razvoj ratne hirurgije i pojavu najvećeg ratnog hirurga svih vremena, Lareja (Jane Dominique Larrey, 1766-1842) koji je bio glavni hirurg Napoleonove armije i istakao se kao veliki operator i organizator vojnog saniteta.
U ginekologiji i akušerstvu Andre Levret (1703—1780) najslavniji akušer svog vremena, koji se proslavio studijom o ekstrauterini i placenti previji. Pored toga usavršio je forceps i popularizovao njegovu primenu. Pored njega, najslavniji engleski akušer i najslavniji akušer svih naroda i svih vremena William Smellie (1697—1763) zalagao se za prirodni tok porođaja. Ostavio je studije o porođajnom mehanizmu, placenti previji, indikacijama za okret i forceps i dr.
U 18. veku došlo je do reforme psihijatrije koju je izvršio Filip Pinel (Philippo Pinel, 1745—1826), pariski lekar, koji je u pariskoj ludnici Bicetre oslobodio lanaca psihičke bolesnike i što je bio početak humanog odnosa sa duševnim bolesnicima.
Takođe je u kliničkoj i praktičnoj medicini, takođe, došlo do značajnih napredaka. Pored starih, crkvenih, grade se nove gradske svetovne bolnice o trošku gradskih opština. Prva klinika sa 12 postelja izgrađena je u Lajdenu, a vrlo brzo i u Beču.
Joseph Leopolide Auenbrugger (1722—1809) je uveo u praksu perkusiju kao dijagnostičku metodu. To otkriće imalo je ogroman značaj za medicine, ali i za celu ljudsku tehniku. Nešto kasnije Laenek je otkrio i praksi primenio auskultaciju i stetoskop, a klinička medicina je dobila još jednu značajnu dijagnostičku metodu.
U 18. veku su opisane brojne nove bolesti, a u terapiji je počela primene mnogobrojnih novih lekova: dingitalis, tečni arsen, droge (akonitin, kolhicin, hioscijamus), sublimat u lečenju sifilisa i dr.

## Istorija moderne medicine (od polovine XIX veka do danas)
Istorija moderne medicine obuhvata period od prve polovine 19. veka do današnjih dana. To je period najvećeg napretka ne samo medicine već i svih prirodnih nauka, posebno fizike, hemije i biologije, što je u suštini predstavljalo osnovu za dalji razvoj medicine, koja je u ovom periodu ljudske istorije dostigla veći napredak nego u celokupnom periodu od postanka ljudske vrste.
Ubrzani razvoj medicine nije nastao samo kao posledica napretka prirodnih nauka i tehnike, već i zbog dinamičnog društvenog i ekonomskog preobražaja posle Francuske buržoaske revolucije 1789. godine, kojom je započelo novo razdoblje u istoriji čovečanstva, praćeno ukidanjem feudalizma, i razvojem građanskog društva. Društva u kome su jačala prava čoveka, jednakost među ljudima, sloboda mišljenja, reči i naučnih istraživanja, oslobođenih uticaja crkve i dogmatizma feudalnog društva. To je uticalo na uklanjanje društvenog i lekarskog konzervativizma, i uslovilo razvoj koncepta moderne, na naučnim principima zasnovane medicine, koja je u drugoj polovini 19. veka donale čitav niz važnih otkrića:
- Lajnek je 1820. definisao tehniku auskultacije pluća i srca stetoskopom,
- Dipitren, Šopard i Lisfrank 1830. godine su inovirali hiruršku tehniku, uključujući i opijanje alkoholom kao sredstvo obezboljivanja u toku operativnog zahvata
- Kraford Long u Engleskoj prvi je primenio etar za anesteziju bolesnika, a Morton 1848. uvodi i prvu opštu anesteziju.
- Semelvajs je u Beču otkrio da su izvor infekcija u porodilištima studenti koji nakon obdukcija leševa ulaze u porodilište bez pranja ruku i promene mantila.
- Lister je 1865. godine uveo primenu antisepse u toku operativnih zahvata, a potom i asepsu,
- Robert Koh je u periodu 1880—1890. godine otkrio bacil tuberkuloze,[72]
- Luj Paster je svojim revolucionarnim otkrićima bakterija preporodio sistem antisepse i asepse,
- Rendgen je 1895. godine otkrio x-zračenje i medicinsku praksu uveo radiografiju,
- Pjer i Marija Kiri su 1898. godine otkrili prirodnu radioaktivnost,
- Florens Najtingejl (1823—1910) studirala je negu bolesnika i godine osnovala je kurs za obuku bolničarki. Godinu dana kasnije, za vreme Krimskog rata, formirala je odred bolničarki koje su se bavile negom ranjenika i bolesnika u engleskoj vojsci. Postigla je odlične rezultate u lečenju, smanjivanjem smrtnosti od 42% na samo 2%. Posle Krimskog rata osnovala je u Londonu 1860. godine prvu školu za medicinske sestre u bolnici St. Tomas. Tri godine kasnije, 1863. iz nje su izašle i prve školovane medicinske sestre.[73][74]
- Na inicijativu nemačkog kancelara Bizmarka po prvi put je ozakonjen i uveden sistema socijalnog osiguranja, što je radikalno izmenilo situaciju u pogledu zajedništva rizika u zdravstvenoj zaštiti i donelo nove mogućnosti lečenja za široke slojeve radničke klase i stanovništva.

U 20. veku zabeležen je tehnološki i industrijski progres, kao i razvoj bolnica u novim okolnostima. Razvojem nauke i ljudskih prava, osnivane se savremene bolnice, u kojima je njihov rad bio izložen značajno novim uticajima i promenama – zahtevima za što većom medicinskom uspešnošću.
| „ | Savremena bolnica više nije bila filantropska ustanova, ali ni lekarska „radionica“. Njena osnovna funkcija je postala pružanje najboljih usluga pacijentima. U bolnicama su se okupljaju lekari i stručnjaci drugih profila, koji su u timovima i/ili samostalno, i na osnovu proverenog znanja i iskustva, koristili efikasne, ali i sve skuplje, zahvate, lekove i opremu pružaju pomoć pacijentima. Ps su tako bolnice definisana kao institucije koje nude i obezbeđuju unutrašnju zaštitu pod nadzorom kvalifikovanih doktora medicine. | ” |

Paralelno sa razvojem medicine razvija se i farmakologija, koja je na industrijskom i ekonomskom nivou pretvorila medicinu 20.  veka u savremeniji oblik očuvanja zdravlja. Aspirin, koji je sintetizovao Feliks Hofman 1897. godine, postao je jedan od simbola kulture tog veka. Iako je farmakologija dehumanizovala i komercijalizovala medicinu, ona koja je uspela da iskoreni bolesti poput malih boginja ili dečije paralize i uspela je da poveća prosečni životni vek na preko 70 godina u većini razvijenih zemalja..
Počevši od Emila Krapelina i Eugena Bleulera, a kasnije od Sigmunda Frojda, u uzela je maha jedna od najnovijih grana moderne medicine: psihijatrija. Prvi je pionir u sugerisanju da su psihijatrijske bolesti prvenstveno uzrokovane biološkim ili genetskim poremećajima. Bleuler je dao neke fundamentalne doprinose kliničkoj psihijatriji (on je skovao termine šizofrenija i autizam), a za Frojda se može reći da je osnivač psihoanalitičkog pokreta . Psihoanalitička škola, koju su obnovili njeni učenici, ostala je u većoj ili manjoj meri na snazi nakon smrti svog osnivača, a njene centralne ideje prevazišle su psihijatriju, dostižući različite discipline poput umetnosti, religije i antropologije, postajući deo opšte kulture. Kasnije će psihijatrija preko Karla Jaspersa,  uvesti uticaje fenomenologije i egzistencijalizma a, preko Džona Brodusa Votsona , biheviorizam.
Poslednjih decenija  20. veka psihijatrija je razvila psihofarmakološku školu zasnovanu na pretpostavci da je mehanizam delovanja psihotropnih lekova zauzvrat otkrio patofiziološki mehanizam koji je sekundaran u odnosu na mentalni poremećaj, čime se približava neurofiziologiji.
Više tehničkih dostignuća koje vredi istaći je transfuzija krvi, koja je uspešno sprovedena po prvi put u ovom veku zahvaljujući radu na krvnim grupama koje je razvio Karl Landštajner , ili transplantacija organa , koju zagovara, ne prvi, već najuspešniji u medijima i najuspešniji od njenih programera: Kristijan Barnard, prvi hirurg koji je uspešno izvršio transplantaciju srca .
Rađa se molekularna genetika, a razvija se primena fizike u različitim oblastima medicine: upotreba radioizotopa , elektroforeza , hromatografija , spektrofotometrija , upotreba lasera , elektronskog mikroskopa , ultrazvučne tehnike u ultrazvuku , kompjuterizovana aksijalna tomografija ili magnetna rezonanca.
Automatizacija proračuna putem kompjuterizovanih sistema transformisala je društvo  20. veka. Ovaj alat je pružio veliki podsticaj mnogim primenjenim naukama kao što je medicina. Možda najveće medicinsko dostignuće 20.  veka je sekvenciranje ljudskog genoma , i iako će biti potrebno nekoliko decenija da se razume i iskoristi ova ogromna količina informacija, nema sumnje da će to predstavljati novu revoluciju u načinu na koji pristupamo mnogim bolestima, pa čak i u načinu na koji razumemo i definišemo ljudsko biće .

## Napomene
1. ↑  Šaman...„je sveštenik, nešto poput lekara i duhovnog vođe plemena. Šamani su igrali važnu ulogu pri odbrani zajednice od mračnih sila i zlih duhova. Šaman je tunguska reč koja je preko ruskog ušla u ostale jezike sveta. Često se kao sinonimi za šamana koriste čarobnjak, vrač ili medicine man. Jedino šamani danas razumeju tajni jezik prirode i jezik životinja. Vide duhove i razgovaraju sa dušama umrlih.“[9]
2. ↑  Po sumersko-vavilonskom predanju, zmija je od njihovog najvećeg junaka Gilgameša ukrala travu besmrtnosti koju je on nabavio iz morskih dubina. Progutavši travu zmija je postala besmrtna. Pored toga zmija je i božansko bespolno biće. Ningišzid, sumersko-vavilonski bog medicine, naučio je od zmije veštinu lečenja pomoću trava, čuvanja i podmlađivanja zdravlja, i održanja života sparivanjem.[12]
3. ↑  U 9. veku Hunain ibn Ishak – Johannitius prevodi dela Hipokrata, Galena, Oribazija i Pavla iz Egine
4. ↑  Inkantacija;(latinski-incantatio) je omađijavanje, opčinjavanje; formula kojom mađioničari opčinjuju.[36]
5. ↑  Prema tradicionalnom razumevanju, Ajurveda je nastala iz neposrednog uvida vedskih rišija (videlaca) temeljnih prirodnih zakona i ljudske fiziologije - unutar sopstvene svesti i data je, u prvobitnoj formi, kao cela.
6. ↑  Induska anatomija ne daje opise anatomskih struktura već iznosi brojne odnose, zadržavajući se najčešće na brojevima 5 i 7. Indusi su smatrali da u telu ima 360 kostiju
7. ↑  Empiričari ne poseduju teoretska znanja iz „velikih stručnih knjiga“ već su primarno usresređeni na lečenje, izradu lekova itd.
8. ↑  Empiristički način učenja će dobiti na značenju tek u 17. veku kad se od lekara sve više počinje tražiti uspeh u radu, a ne teorijsko znanje
9. ↑  Milanskim ediktom iz 313. godine, car Konstantin (306–337) priznao je hrišćanstvo kao religiju, a od 394. ona postaje državna vera, obavezna za sve žitelje Rimskog carstva. Sukob između rimskog pape Lava IX i carigradskog patrijarha Mihaila Kerularija završen je 1054. god. međusobnim proklinjanjem i konačnim rascepom hrišćanske crkve.
10. ↑  „Konstantin Afrički (1010−1087), dolazi u Salerno 1065. godine, kao sekretar Roberta Guiscarda, vojvode od Salerna. Najpoznatiji je posrednik medicinskog znanja između Istoka i Zapada, nazvan „magister Orientis et Occidentis“. Preveo je Hipokratove Aforizme, Galenovu Mikrotehnu, hirurški deo Ali Abasovog dela „Kitab al Maliki“ (pod naslovom „Pantegni“) i mnoga druga. Articella je kompilacija prevedenih arapskih dela. Nije preveo dela Avicene, Razesa i Abul Kasima. Zamera mu se što je dela arapskih autora izdao pod svojim imenom, a pravda se objašnjenjem da, zbog poznatih predrasuda, ne bi bila prihvaćena u Evropi.“[60]
11. ↑  Sa ovim prevodima arapskih lekara na Zapadu započinje vladavina "arabiziranog halenizma"

## Literatura
- Stol, Marten (1993). Epilepsy in Babylonia. Brill Publishers. стр. 55. ISBN 978-90-72371-63-8.
- Horstmanshoff, H. F. J.; Stol, Marten; Tilburg, Cornelis (2004). Magic and Rationality in Ancient Near Eastern and Graeco-Roman Medicine. Brill Publishers. стр. 99. ISBN 978-90-04-13666-3.

## Spoljašnje veze
- M. Arab.MD. Medicine in ancient Egypt
- Povjest medicine na: Scribd.com
- „Rediscovering Arabic Science”. Архивирано из оригинала 30. 10. 2014. г.
- „The Proceedings of the 10th Annual HISTORY OF MEDICINE DAYS” (PDF).